# Fuerza de las Naciones Unidas para el Mantenimiento de la Paz en Chipre
La Fuerza de las Naciones Unidas para el Mantenimiento de la Paz en Chipre (también conocida como UNFICYP por sus siglas en inglés) es una misión multinacional de mantenimiento de la paz bajo el mandato del Consejo de Seguridad de las Naciones Unidas desplegada en Chipre desde 1964.
Siguiendo a los graves incidentes entre turcochipriotas y grecochipriotas que habían tenido inicio en la Navidad de 1963, UNFICYP fue creada con la aprobación de la Resolución 186 del Consejo de Seguridad de las Naciones Unidas del 4 de marzo de 1964. En dicha resolución se recomendó el establecimiento de una fuerza de las Naciones Unidas para evitar que se reanudaran los enfrentamientos en la isla y se restaure la ley el orden.
UNFICYP comenzó sus operaciones el 27 de marzo de 1964, fecha en que relevó a la Fuerza Conjunta para la Tregua. El mandato de la misión fue reformulado por el Consejo de Seguridad a partir de 1974 tras la reanudación de las hostilidades entre ambas partes con la intervención de Turquía invadiendo el norte de la isla (Operación Atila) y el establecimiento de la República Turca del Norte de Chipre. Desde entonces, UNFICYP tiene asignada además la vigilancia de la línea de alto el fuego entre ambas partes, la cual divide a la isla a lo largo de 180 kilómetros, incluyendo a la capital.
El mandato de UNFICYP fue prorrogado periódicamente por el Consejo de Seguridad por periodos de seis meses.

## Mandato
De acuerdo al artículo 5 de la resolución del Consejo de Seguridad Nro 186/64, el mandato de UNFICYP es realizar todos los esfuerzos para:
- Evitar el reinicio de la lucha.

- Contribuir al mantenimiento y restauración de la ley y orden.

- Contribuir al retorno de las condiciones normales de vida.[1]

Tras la invasión turca de 1974, el Consejo de Seguridad aprobó una serie de resoluciones que ampliaban el mandato de UNFICYP. Entre los cambios figuraban la supervisión del alto el fuego de facto que entró en vigor el 16 de agosto de 1974 y el mantenimiento de una Zona de Amortiguación entre las líneas de la Guardia Nacional de Chipre y las fuerzas turcas y turcochipriotas.
Tras los informes que el Secretario General presenta al Consejo de Seguridad todos los meses de junio y diciembre sobre la situación del conflicto de Chipre y UNFICYP, el Consejo ha renovado sistemáticamente el mandato.

## Autoridades
Representante Especial del Secretario General (SRSG) y Jefe de Misión United Nations Peacekeeping Force in Cyprus (UNFICYP): Colin Stewart.

### Comandantes de la Fuerza
Los comandantes de Fuerza fueron:
| Nro | Comandante de la Fuerza                                | Fecha                  |
| --- | ------------------------------------------------------ | ---------------------- |
| 1   | General Prem S. Gyani (India)                          | Mar 1964 - Jun 1964    |
| 2   | General K. S. Thimayya (India – muere en Chipre)       | Jun 1964 – 17 Dic 1965 |
| 3   | Brigadier A. J. Wilson (A cargo. Gran Bretaña))        | Dec 1965 - May 1966    |
| 4   | Teniente General Ilmari Armas-Eino Martola (Finlandia) | May 1966 - Dic 1969    |
| 5   | Teniente General Dewan Prem Chand (India)              | Dec 1969 - Dic 1976    |
| 6   | Mayor General J. J. Quinn (Irlanda)                    | Dic 1976 - Mar 1981    |
| 7   | Mayor General Gunther G. Greindl (Austria)             | Mar 1981 - Anr 1988    |
| 8   | Mayor General Clive Milner (Canadá)                    | Abr 1988 - Abr 1992    |
| 9   | Mayor General Michael F. Minehane (Irlanda)            | Abr 1992 – Ago 1994    |
| 10  | Brigadier General Ahti Toimi Vartiainen                | Ago 1994 - Feb 1997    |
| 11  | Mayor General Evergisto Arturo de Vergara (Argentina)  | Feb 1997 - Dic 1999    |
| 12  | Mayor General Victory Rana (Nepal)                     | Dic 1999 - Dic 2001    |
| 13  | Teniente General Jin Ha Hwang (Corea)                  | Ene 2002 - Dic 2003    |
| 14  | Mayor General Hebert Figoli (Uruguay)                  | Ene 2004 – Ene 2006    |
| 15  | Mayor General Rafael José Barni (Argentina)            | Mar 2006 - Mar 2008    |
| 16  | Contralmirante Mario Sánchez Debernardi (Perú)         | Abr 2008 - Dic 2010    |
| 17  | Mayor General Chao Liu (China)                         | Ene 2011 - Ago 2014    |
| 18  | Mayor General Kristin Lund (Noruega)                   | Ago 2014 - Jul 2016    |
| 19  | Mayor General Mohammad Humayun Kabir (Bangladés)       | Jul 2016 - Jul 2018    |
| 20  | Mayor General Cheryl Pearce (Australia)                | Ene 2019 - Dic 2021    |
| 21  | Mayor General Ingrid Gjerde (Noruega)                  | May 2021 - Jul 2023    |
| 22  | Mayor General Erdenebat Batsuuri (Mongolia)            | Ene 2024 - Actualidad  |

## Antecedentes y constitución de UNFICYP

### Antecedentes
La República de Chipre se independizó en el año 1960. Su constitución establecía un país bicomunal buscando un equilibrio entre las comunidades grecochipriota y turcochipriota, las que habían vivido en histórica rivalidad, incluso durante la guerra de la independencia. Grecia, Reino Unido de Gran Bretaña e Irlanda del Norte y Turquía serían los garantes de esa independencia, de la integridad territorial y de su soberanía de Chipre.
La nueva Constitución causó insatisfacción a los grecochipriotas pues sentían que era muy injusta para ellos por razones históricas, demográficas y contributivas. Mientras que el 80% de la isla eran grecochipriotas que los hacían la gran mayoría y la habían habitado durante miles de años, además de contribuir al 94% por ciento de los impuestos, la nueva Constitución fue dando el 17% de los turcochipriotas, con una contribución del 6% en impuestos, el 30% de los puestos en el gobierno y el 40% de los puestos de trabajo de seguridad nacional.

### Navidad sangrienta
Como consecuencia del descontento producido en los turcochipriotas por 
El intento inconsulto del Presidente constitucional Makarios de modificar la constitución de 1960 generó una fuerte tensión que derivó en un abierto enfrentamiento intercomunal a fin de 1963. Conocido como la Navidad Sangrienta, el choque armado comenzó el 21 de diciembre de 1963.Los hechos se  iniciaron en la madrugada cuando una patrulla policial, sobre el límite de los barrios turco y greco chipriotas de la parte antigua de la ciudad de Nicosia, solicitó documentación a turcochipriotas que rechazaron mostrarla. Ello provocó que una muchedumbre de unos 150 connacionales se agruparan en el lugar y al poco tiempo se iniciara un tiroteo y la violencia se generalizara rápidamente en toda la isla.
La situación fue progresivamente controlada por el ofrecimiento de las potencias garantes (Turquía, Grecia y Gran Bretaña) y aceptación de Makarios para el despliegue de la Joint Truce Force, perteneciente a Gran Bretaña a partir del 26 de diciembre.
En febrero de 1964 se reanudaron los enfrentamientos armados, con nuevas muertes. El 15, tras el fracaso de todos los intentos por restablecer la paz en la isla, los representantes de Chipre y del Reino Unido solicitaron acción urgente del Consejo de Seguridad.
Ante la continuidad de la violencia, el 15 de febrero de 1964, los representantes del Reino Unido y de Chipre solicitaron una acción urgente por parte del Consejo de Seguridad de las Naciones Unidas. El 4 de marzo, el Consejo de Seguridad adoptó por unanimidad la Resolución 186 (1964), en la que señaló que la situación en Chipre probablemente empeoraría, amenazaría la paz y la seguridad internacionales y recomendó la creación de una Fuerza de las Naciones Unidas para el Mantenimiento de la Paz en Chipre (UNFICYP) con el consentimiento del gobierno de Chipre.

### Constitución de la fuerza y despliegue
El 4 de marzo de 1964, el Consejo adoptó unánimemente la resolución 186, en virtud de la cual recomendaba el establecimiento de la Fuerza de las Naciones Unidas para el Mantenimiento de la Paz en Chipre (UNFICYP). Ese mismo día, el ministro de relaciones exteriores de ese país dio el consentimiento para su establecimiento.
Aun así, la tensión fue máxima cuando Turquía amenazó con invadir la isla y movilizó sus tropas, siendo respondido con igual medida por Grecia. La llegada de los primeros soldados de las tropas de interposición el 14 de marzo, alivió la tensión entre los dos países aunque que no la suprimió.
El 27 de marzo, UNFICYP es declarada operacional. Esa mañana, a las 0500, asume como comandante de la Fuerza el general Prem Singh Gyani. 

#### Estatuto de la Fuerza
El 31 de marzo de 1964 se intercambiaron cartas entre el Secretario General de las Naciones Unidas y el ministro de Relaciones Exteriores de Chipre. A través de este documento (documento S/5634) se definieron, fundamentalmente:
- Estatuto internacional de la Fuerza y de sus miembros. Los miembros de la Fuerza respetarán la legislación local, no efectuarán actividades políticas ni otra que sea incompatible con su carácter internacional.

- Regulación para la entrada y salidas del personal. Los integrantes de UNFICYP estarán exentos de las formalidades de ingreso tales como pasaportes y visados.

- Jurisdicción. La jurisdicción penal de los miembros de la Fuerza será de sus respectivos países,

- Policía militar: detención: remisión de inculpados y asistencia mutua. La disciplina y el orden de UNFICYP será responsabilidad del Comandante de la Fuerza. Para eso contará con una Policía Militar con facultades de detención de los miembros de Naciones Unidas y de los Chipriotas que comentan alguna infracción dentro de los campos de UNFICYP. Las autoridades chipriotas podrán detener miembros de Naciones Unidas pero deberán remitirlas inmediatamente a sus autoridades.

- Banderas, distintivos y portación de armas.

- Libertad de circulación: los miembros de la Fuerza, sus vehículos, embarcaciones, aeronaves y material, gozarán de libertad de movimiento en todo el territorio chipriota.[15]

#### Principios guía
Los principios con que se debía guiar UNFICYP se podían resumir en:
- La Fuerza está bajo el comando y control de Naciones Unidas en forma permanente.

- No llevará a cabo funciones que no se encuentren comprendidas en la Resolución del Secretario General del 4 de marzo de 1964.

- Llevará armamento exclusivamente para autodefensa. Ello incluye sus puestos, vehículos al igual que el apoyo a otro personal bajo ataque.

- Mantenimiento de apropiados enlaces con el gobierno local para el cumplimiento de sus funciones.[4]

### Libertad de movimiento
El acuerdo sobre el estatus de UNFICYP previó la libertad de movimiento de la fuerza en todo Chipredándole derechos a utilizar caminos, puentes, aeródromos, etc. La libertad de movimiento es considerada como una condición esencial para el funcionamiento adecuado de la fuerza para impedir la reanudación de los combates. La fuerza tropezó con muchas dificultades a este respecto.
En noviembre de 1964, el Comandante de la Fuerza llegó a un acuerdo con el comandante de la Guardia Nacional de Chipre, por el que se declaraba abierta a UNFICYP toda la isla, con excepción de ciertas zonas estipuladas (que abarcaban aproximadamente el 1,65 por ciento del país) a las que sólo podían acceder el Comandante de la Fuerza u oficiales superiores de la Fuerza. También en noviembre de 1964 se acordó que las fuerzas de seguridad de Chipre se abstendrían en lo sucesivo de registrar al personal y los vehículos de la UNFICYP.

## Historia de UNFICYP a partir de su despliegue
La historia de la fuerza, a partir de que fue declarada operacional puede ser dividida en tres fases claramente diferenciadas:
- Fase inicial, desde su creación hasta la invasión turca del 20 de julio de 1974. En tal período, UNFICYP tuvo despliegue territorial en toda la isla.
- Fase durante el desarrollo de la invasión turca.
- Fase posterior a la invasión que se extiende hasta la actualidad.

### Fase inicial (desde su creación hasta la invasión turca de 1974)

#### Composición y despliegue inicial
Al inicio, la recientemente creada UNFICYP contaba con los contingentes británicos y canadienses. Los primeros lo hacen con fracciones que habían estado integrando la Fuerza Conjunta para la Tregua (Joint Truce Force) desde diciembre de 1963. Al mes siguiente arribaron los contingentes suecos, finlandés e irlandés. En mayo lo hicieron los daneses.
La composición al 8 de junio de 1964 era:
| Personal militar | Efectivo |
| ---------------- | -------- |
| Austria          | 55       |
| Canadá           | 1122     |
| Dinamarca        | 676      |
| Finlandia        | 1000     |
| Irlanda          | 639      |
| Suecia           | 954      |
| Gran Bretaña     | 1792     |
| Total            | 6238     |
| Australia        | 40       |
| Austria          | 33       |
| Dinamarca        | 40       |
| Nueva Zelanda    | 20       |
| Suecia           | 40       |
| Total            | 173      |
| Total de UNFICYP | 6411     |

#### Emplazamiento de la Fuerza

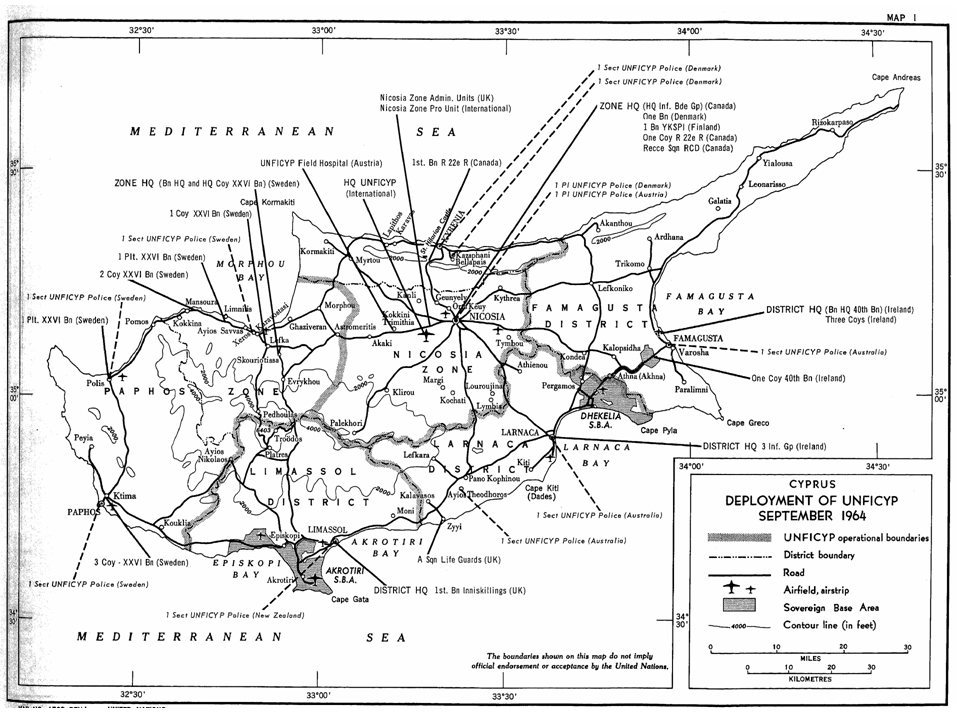
UNFICYP. Dispositivo en septiembre de 1964

La Fuerza fue desplegada a lo largo de todo el país, intentando superponer las zonas de responsabilidad de los contingentes con los distritos administrativos en que se organizaba la isla a los efectos de facilitar las coordinaciones con las autoridades locales.
La distribución de tropas por distrito se hizo de acuerdo a las tensiones intercomunales existentes. El Distrito de Nicosia se encontraba bajo responsabilidad canadiense con algunas tropas finlandesas. Su principal esfuerzo estaba en la custodia de la Línea Verde en la zona antigua de la ciudad capital. Esa distribución en el mes de septiembre del primer año era:
| Despliegue de UNFICYP en 1964 | Despliegue de UNFICYP en 1964                                                                     | Despliegue de UNFICYP en 1964                                                                | Despliegue de UNFICYP en 1964                                                   | Despliegue de UNFICYP en 1964                                    |
| --- | ------------------------------------------------------------------------------------------------- | -------------------------------------------------------------------------------------------- | ------------------------------------------------------------------------------- | ---------------------------------------------------------------- |
| Zona de Nicosia - HQ UNFICYP (Internacional) - HQ Zona de Nicosia (básicamente responsabilidad canadiense con enlaces de los contingentes bajo su comando) - Hospital de Campaña Austriaco y Policía Civil Austriaca. - Contingente Canadiense. - Contingente Danés y Policía Civil Danesa. - Contingente Finlandés. |                                                                                                   |                                                                                              |                                                                                 |                                                                  |
| Zona de Pafos - Contingente Sueco y Policía Civil Sueca. | Distrito de Famagusta: - 40th Irish Batallón / Contingente Irlandés. - Policía Civil Australiana. | Distrito de Lárnaca. - 3 Infantry Group / Contingente Irlandés. - Policía Civil Australiana. | Distrito de Limassol: - Contingente Británico. - Policía Civil de Nueva Zelanda | Distrito de Morphou (a partir de Dic 64) - Contingente irlandés. |

Este despliegue se irá adaptando a las necesidades funcionales. En diciembre de 1964 se conformó el distrito de Morphou a cargo del contingente irlandés. Al año siguiente se reorganizó la Fuerza comprendiendo: Distrito de Lefka; Zona de Kyrenia; Distrito de Nicosia Este; Distrito Nicosia Oeste; Zona de Famagusta y Zona de Limassol.
La fuerza militar fue complementada por un elemento de policía civil, integrante de UNFICYP, cuya responsabilidad era:
- Establecer enlace con la policía chipriota.

- Acompañar las patrullas de la policía civil de Chipre la que debe realizar control de tránsito vehicular y otras faltas.

- Dotar de personal los puestos de la policía de Naciones Unidas establecidos en áreas sensibles.

- Observar los controles de vehículos y de bloqueos de ruta por parte de la policía local.

- Llevar a cabo investigaciones en los cuales hayan envueltos grecochipriotas o turcochipriotas con la comunidad opuesta.

- Realizar investigaciones especiales cuando sea necesario incluyendo la búsqueda de desaparecidos.[18]

UNFICYP también estaba entonces complementada con un componente aéreo provisto por Gran Bretaña (6 aviones para observación; seis helicópteros para enlace y exploración y cuatro aviones transporte de tropas, abastecimiento y evacuación). El apoyo logístico inicial fue, mayormente, de Gran Bretaña.

### Hechos relevantes desde la constitución hasta la invasión turca de 1974

Tropas finlandesas en Chipre junto al presidente Makarios - 1964

Inicialmente, el esfuerzo principal de la fuerza fue evitar la confrontación intercomunal y, paralelamente, mitigar el sufrimiento de los civiles. Luego de los enfrentamientos de los años 1963/4, la comunidad minoritaria se había encerrado en distintos enclaves, muchos de ellos fortificados y organizados administrativa y militarmente. Por ello, UNFICYP se desplegó a lo largo de toda la isla.
Su procedimiento de empleo fue interponerse entre ambos contendientes en los lugares más sensibles con una serie de puestos complementados con patrullas. Lo mismo hacía en lugares no cubiertos cuando la violencia emergía.

#### Evolución de la situación al arribo de UNFICYP
Al arribo de UNFICYP, en marzo de 1964, la situación en la isla de Chipre era relativamente calma aunque se iría en deteriorando al pasar los meses. En las localidades de Nicosia y Lárnaca había sendas Líneas Verdes que separaban ambos contendientes. Estas líneas pasaron a ser custodiadas por Naciones Unidas a partir del repliegue de la Joint Truce Force. La ruta Nicosia – Kyrenia, al igual que el Paso de Kyrenia, estaban controlados por los turcochipriotas y el contingente turco presente en la isla por los acuerdos de 1960 (KTKA) (desplegado en custodia de la ruta). Se produjeron incidentes con armas de fuego de menor importancia. Hubo disparos sobre tropa de Naciones Unidas que debió devolver el fuego en autodefensa aunque sin heridos. Sin embargo la situación general era de optimismo. Existían bloqueos en muchos lugares por lo que el movimiento era severamente restringido debiendo algunas actividades económicas (algunas industrias y minas) suspender sus actividades. El movimiento de los miembros de una comunidad en el sector opuesto es sumamente limitado. En las ciudades y aldeas de población mixta, cada comunidad podía desplazarse únicamente dentro de su propio sector.
Sin embargo, el mes de mayo fue uno de los más peligrosos para la Fuerza que tuvo un muerto y dos heridos e informó diez muertos y diez heridos por enfrentamientos intercomunales. Ese mes sufrió cinco casos de fuego directo hacia ella:
- Un disparo sobre patrulla británica en la ciudad antigua de Nicosia (dos heridos) y el lanzamiento de granada en la misma localidad (sin heridos).

- Disparos de turcochipriotas sobre patrulla del contingente finlandés en Kanli (oeste de Nicosia) que debe devolver el fuego. Un miembro de UNFICYP del contingente finladés fue muerto.

- Fuego de turcochipriotas sobre canadienses en sector del Castillo Saint Hilarion (sin heridos) que devuelven el fuego y estabilizan la situación.

- Fuego de grecochipriotas sobre suecos de UNCIVPOL en sector del Castillo Saint Hilarion (sin heridos).

#### Ofensiva chipriota sobre el Paso de Kyrenia
El 25 de abril, unos 300 grecochipriotas iniciaron una ofensiva contra las posiciones al oeste de la ruta a Kyrenia y en dirección al Castillo Saint Hilarion. Durante la operación, el general Gyani, a cargo de UNFICYP protestó ante el presidente Makarios por la ofensiva planeada de antemano que se encontraba en curso. Ésta finaliza el 29 con una declaración de Makarios que los objetivos habían sido cumplidos aunque el lugar continuó en manos de los turcochipriotas. Entre las bajas turcochipriotas había seis muertos y seis heridos.
Poco a poco la tensión volvió a aumentar. Las zonas más críticas eran la línea de separación en Nicosia, la ciudad antigua de Famagusta, Ktima, Limnitis, Lefka y Kokkina. A inicios de julio de 1964, la situación en la zona de Kyrenia volvió a deteriorarse. La policía chipriota anunció que patrullaría la localidad turcochipriota de Temblos, lo que inquietó a su población. Ante esta situación, UNFICYP inicia negociaciones mientras el lugar era reforzado por unos 80 integrantes del TMT. La guardia nacional destacó artillería, vehículos blindados y unos 200 hombres y difundió un ultimátum el 17 de ese mes, por lo que la fuerza de paz interpuso una compañía y logró un acuerdo de nivel político: se replegarían los movilizados y no se patrullaría Temblos.
El 1 de agosto, se inició un fuerte combate en los alrededores del Castillo San Hilarion pero nuevamente UNFICYP pudo lograr un alto al fuego en el lugar.

#### Enfrentamiento de Kokkina

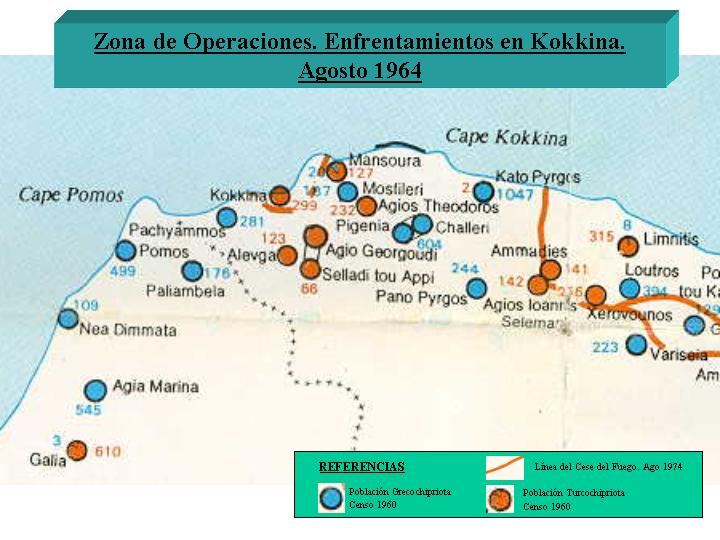
Enclave de Kokkina. Agosto de 1964

Kokkina era el nombre con que se señalaba un enclave turcochipriota en la región montañosa de Tylliria abarcando una serie de aldeas aledañas que se conectaban con la localidad mencionada que tenía un pequeño embarcadero. El 8 de abril de 1964 se informaron combates en los alrededores de Kokkina por una altura. Un alto al fuego fue negociado por Naciones Unidas.
En junio se reiniciaron los enfrentamientos en el lugar. El 6 de agosto, las fuerzas del Gobierno lanzaron un ataque apoyado por morteros desde la aldea chipriota griega de Ayios Yeoryios contra las posiciones turcochipriotas buscando  tomar el enclave. Si bien dicho enclave fue achicado, no pudo ser ocupado por la decidida acción de la Fuerza Aérea de Turquía. La acción del contingente danés fue intensa en lograr un alto el fuego y en mitigar los efectos en la población.
A mediados de septiembre, UNFICYP reportó que en Kokkina había un total de 1.400 personas en lugar de la población normal de 850 habitantes. El valor calorías diarias por persona bajó a la mitad por lo que la fuerza inició un abastecimiento de emergencia desde sus propios almacenes.

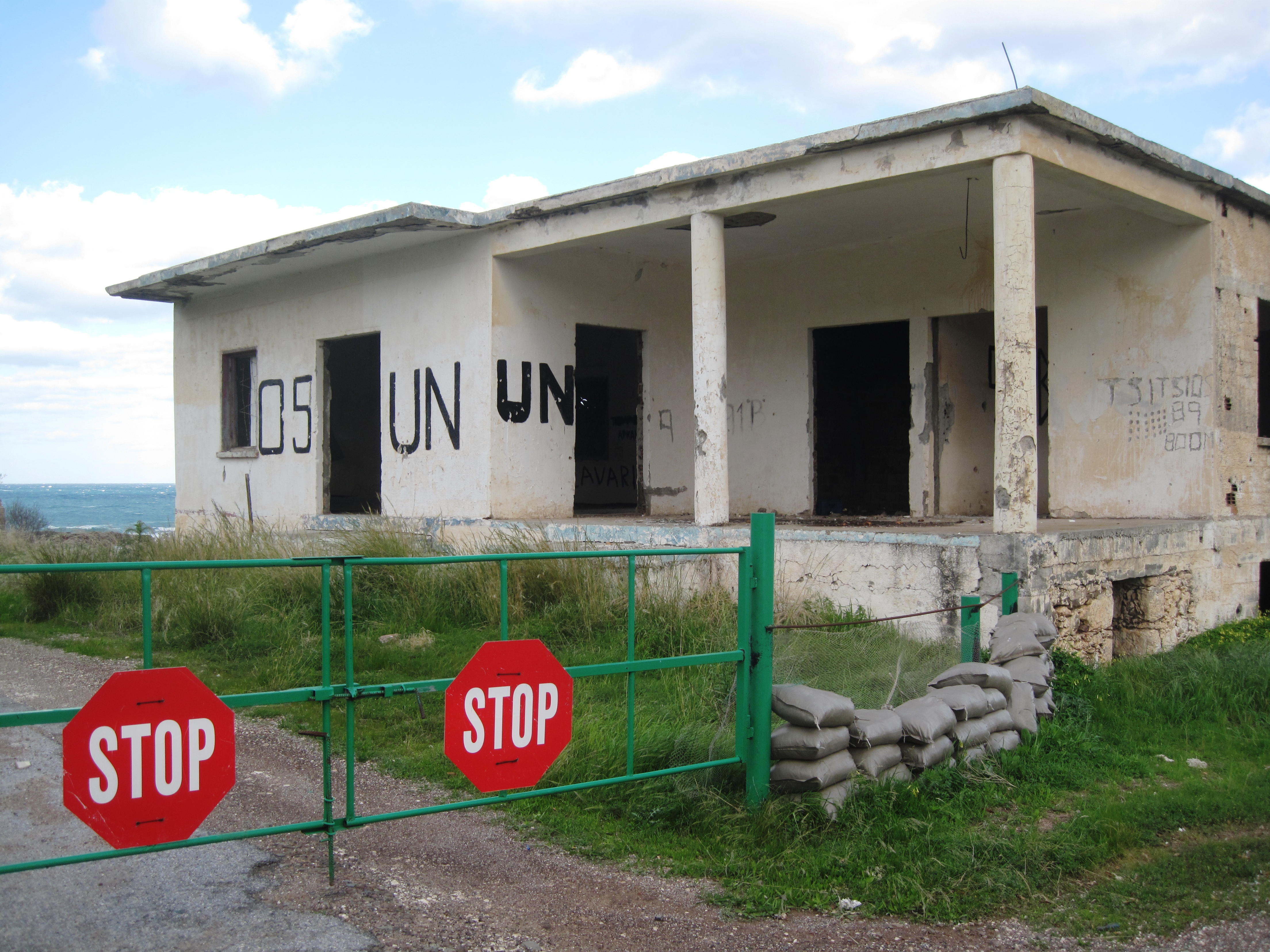
Ingreso al enclave de ErenköyKokkina desde el Este. Antiguo puesto deUNFICYP

El 27 de enero de 1966, casi un año y medio después de los enfrentamientos de Kokkina, 425 estudiantes que participaron en la lucha de agosto de 1964, son trasladados por gestión y bajo la custodia de UNFICYP a Xeros, desde donde embarcan rumbo a Turquía en un buque de provisto por Cyprus Mines Corporation. Se suman al contingente 46 estudiantes de Nicosia y 41 de Limnitis. Ambas comunidades cooperaron activamente en esta actividad.

#### Apertura de la Ruta Nicosia – Kyrenia

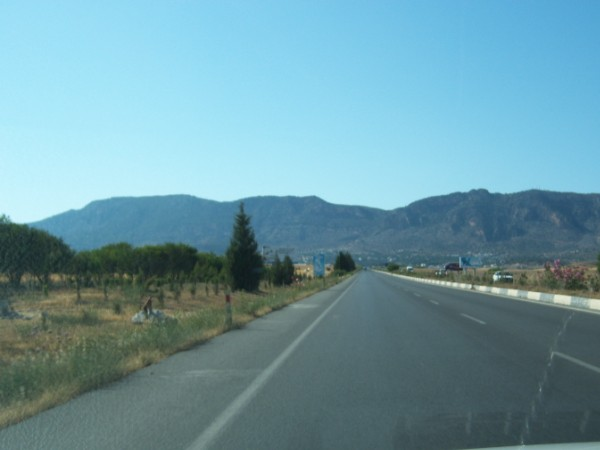
Ruta Nicosia - Kyrenia. Vista sur/norte

Desde las primeras fases de los disturbios, las restricciones a la libertad de circulación de civiles fueron uno de los aspectos principales de la situación en Chipre. Las restricciones ocasionaron considerables inconvenientes a la población, en especial a la comunidad turcochipriota, y mantuvieron la tensión intercomunal.
En el segundo semestre de 1964, la libertad de movimiento mejoró, especialmente para los turcochipriotas. A inicios de septiembre, se permitió el cruce vehicular de los grecochipriotas a través del enclave de Limnitis con custodia de Naciones Unidas pero se mantenía en Lefka y Kokkina.
En octubre del mismo año, finalizaron las negociaciones por parte del Representante Especial del Secretario General y el Comandante de UNFICYP con el presidente de Chipre y el vicepresidente (líder de la contraparte turcochipriota) para el uso de la ruta Nicosia – Kyrenia por parte de los civiles grecochipriotas. Este camino estaba bajo poder de las milicias turcochipriotas y del contingente turco (KTKA). De esta manera, la circulación de civiles que se inició el 26 de octubre de 1964. Se hizo bajo la responsabilidad de las Naciones Unidas mientras que el personal armado se retiraría a más de 91 metros (100 yardas). Simultáneamente, Chipre no podría trabas a la rotación del personal del KTKA y el atraque de su buque de transporte en Famagusta. Esa rotación se haría con transportes de UNFICYP, quién controlaría la identidad y que no estén armados.
A  fin de noviembre, se permitió el ingreso y egreso vehicular de Nicosia por parte de los turcochipritoas al igual que otros bloqueos en el interior de la isla fueron levantados.
Sin embargo, esas concesiones al libre movimiento se emplearon como herramienta de negociación o presión por parte de los contendientes por lo que periódicamente se limitaba el movimiento aumentando radicalmente la tensión y exigiendo pronta respuesta de UNFICYP.  Por ejemplo, el 16 de febrero de 1965, los turcochipriotas del enclave de Limnitis colocaron controles al ingreso y egreso del mismo para verificar a los que accedían. Consecuentemente, la Guardia Nacional de Chipre desplegó un batallón en el lugar junto con artillería y amenazó atacar la localidad. Naciones Unidas logró destrabar la citación luego de intensas negociaciones. A partir del 18, los turcochipriotas accedieron a permitir el paso tal como había sido acordado en septiembre del año anterior.

#### Incidente de Lefka de 1965
El 12 de marzo de 1965, un incidente mayor ocurrió en el enclave de Lefka cuando la Guardia Nacional ocupó dos alturas entre la localidad y las villas turcochipriotas de Ambelikou y Kalochorio como reacción a los mejoramientos de caminos y maniobras que estos últimos habían hecho. Luego de varios días de apertura del fuego, una persona de cada comunidad perdió la vida. UNFICYP desplegó tropas entre los contendientes.

#### Incidente de Famagusta de 1965
En noviembre de 1965, en Famagusta, hizo eclosión un problema de escalada de fortificaciones que derivó en un combate local. Habiendo concluido la construcción de un nuevo puerto en esa ciudad, el Gobierno levantó nuevas fortificaciones defensivas en la zona. Las nuevas construcciones se extendían desde la ciudad amurallada, que es un baluarte de los turcochipriotas hasta las inmediaciones de la aldea de Karaolos, más al norte y también habitada por la misma comunidad. 
Producto de los temores, los turcochipriotas incrementaron sus posiciones defensivas, lo que fue respondido por la contraparte de la misma manera. Las más altas autoridades de UNFICYP venían negociando el mantenimiento del statu quo infructuosamente hasta que el 2 de noviembre se iniciaron combates en los alrededores de la ciudad amurallada y en las localidades de Karaolos y Sakharya. Los turcochipriotas, habitantes dentro de ese lugar, quedaron prontamente aislados por lo que Naciones Unidas debió suministrarle alimentos.
El día 6 de noviembre la lucha había cesado. El alto el fuego fue aprovechado por UNFICYP para acordar una des-fortificación el lugar, el libre movimiento de los turcochipriotas fuera de la ciudad amurallada, el uso exclusivo de la parte superior del muro por parte de la fuerza de paz y otras medidas tendientes a garantizar la tranquilidad en el lugar.
Como saldo hubo un muerto turcochopriota y varios heridos de ambos bandos.

#### Incidentes disciplinarios de UNFICYP
En noviembre de 1966, personal de UNFICYP detuvo a cinco soldados de la Fuerza que intentaban transportar una carga de explosivos turcochipriotas desde Nicosia al Distrito de Lefka. Estos fueron inmediatamente repatriados para continuar la investigación en el país. 
Otro incidente de la misma naturaleza tiene lugar el 20 de febrero de 1967 cuando dos soldados de UNFICYP quedaron envueltos en un transporte irregular de un chipriota desde el Distrito de Lefka al barrio turco de Nicosia en el baúl del vehículo de Naciones Unidas. Fueron sentenciados a 9 meses de prisión en su país y dados de baja.

#### Importación de material militar
Desde el inicio del funcionamiento de la Fuerza de Paz, existieron denuncias cruzadas sobre el ingreso ilegal de armamento a la isla. Ello era de especial preocupación para las Naciones Unidas por ser un condicionante para el cumplimiento de su Mandato ya que rompía el statu quo militar.
El período de mayor importación fue durante los primeros años de UNFICYP, cuando la Guardia Nacional de Chipre, bajo el mando de Georgios Grivas estaba en plena constitución. En 1965, Chipre importó 32 tanques T34 y 32 BTR desde la Unión Soviética vía Egipto.
Los lugares de acceso para los turcochipriotas eran los enclaves de Limnitis y Kokkina. Los del gobierno, los puertos de Limassol y Famagusta (ambos bajo el escrutinio de los trabajadores portuarios turcochipriotas) y el área del depósito naval de Boghazi. Se debe tener en cuenta que UNFICYP no tenía poder para controlar el ingreso de armamento a la isla. Sin embargo, el 10 de septiembre de 1964, el entonces Comandante de la Fuerza negoció un acuerdo por el cual el gobierno informaría a la jefatura del distrito de Lárnaca de UNFICYP cuando se espere el ingreso de armamento por el puerto homónimo. El acuerdo no alcanzaba al puerto de Boghazi
En diciembre de 1966, el gobierno chipriota informó a UNFICYP que había importado un cargamento de armamento para distribuir en la policía que aumentaba su efectivo de 2000 a 2300 hombres y que aún no había sido distribuido. El cargamento incluía 1000 fusiles y 1000 subametralladoras provenientes de Checoslovaquia y se esperaban 20 vehículos blindados. Debido a la fuerte presión turca y de UNFICYP, el gobierno aceptó la inspección periódica del material y manifestó que por el momento no lo distribuiría. El material fue guardado en el Palacio Presidencial. Asimismo para esa fecha, la fuerza de paz detectó una importante presencia de militares griegos vistiendo uniformes de la Guardia Nacional que habrían ingresado por Boghazi..
El 13 de junio de 1970, aduciendo secreto militar, el gobierno impidió el acceso de personal de UNFICYP al puerto de Limassol, violando un acuerdo verbal de septiembre de 1964 por el cual el gobierno chipriota avisaría a la fuerza el arribo de buques con material militar. En enero de 1972 se produjo otra importación de armamento y munición por parte del gobierno procedentes de Checoslovaquia, sin notificación a UNFICYP. El desembarco se hizo en Xeros como equipamiento minero y su objetivo era armar a la Unidad de Policía Táctica de Reserva, cuerpo constituido para enfrentar la EOKA-B. El hecho fue detectado por el contingente dinamarqués y expuesto por la prensa. Ante la presión del Secretario General, en el mes de abril, Chipre aceptó colocar el cargamento bajo custodia dentro del campo UNFICYP (al norte del aeropuerto de Nicosia).
Ese mismo año, durante una parada, las fuerzas turcochipriotas exhibieron lanzadores antitanque M72 y RPG7. UNFICYP inició negociaciones para que fueran puestos bajo su custodia como había sido con el armamento checoslovaco. Las autoridades comunales aceptaron guardarlas en la estación de policía de Saray, bajo control de Naciones Unidas. En Limassol, en noviembre de 1972, fueron puestos en evidencia fortuitamente cinco HUMBER Pig ingresados ilegalmente por el gobierno como material de agricultura. La Fuerza de Paz logra que Chipre los coloque en Athalassa bajo inspección periódica de los cascos azules.
Sin embargo, las denuncias cruzadas continuaron. En marzo de 1973, se denunció un desembarco de armamento en Kokkina, un aterrizaje de un helicóptero en el enclave de Nicosia y el retiro por parte de las fuerzas de Makarios de las armas ilegalmente importadas en 1966 y 1972. Si bien hubo negativas de UNIFICYP basadas en sus propias investigaciones, ello minó su confianza. 
En abril y mayo de 2002, UNFICYP destruyó 4500 armas de distintos tipos adquiridas en 1972 mantenidas dentro de la UNPA 

#### Incidente de Limassol de 1967
En el mes de agosto de 1967 se produjo un incremento de la tensión en el barrio turcochipriota de Limassol, lo que provocó la alarma de la fuerza de paz. El gobierno de Chipre adoptó algunas medidas que eran consideradas provocativas por parte de los combatientes turcochipriotas por lo que desarrollaron demostraciones en su barrio vistiendo uniformes militares y agrediendo a la policía local. Las medidas eran el aumento de rigor en el control de ingreso de material de construcciones y el aumento de patrullas policiales en dicho barrio. El 24 y 25 de agosto se efectuaron fuertes tiroteos con motivo del paso de una patrulla policial por el lugar.
El gobierno desplegó tropas de la Guardia Nacional por lo que el enfrentamiento se incrementó. Luego de cinco horas de combates, UNFICYP logró un cese al fuego. El 30 de agosto, los combatientes locales pudieron realizar una parada en honor a la independencia turca.

#### Crisis de 1967

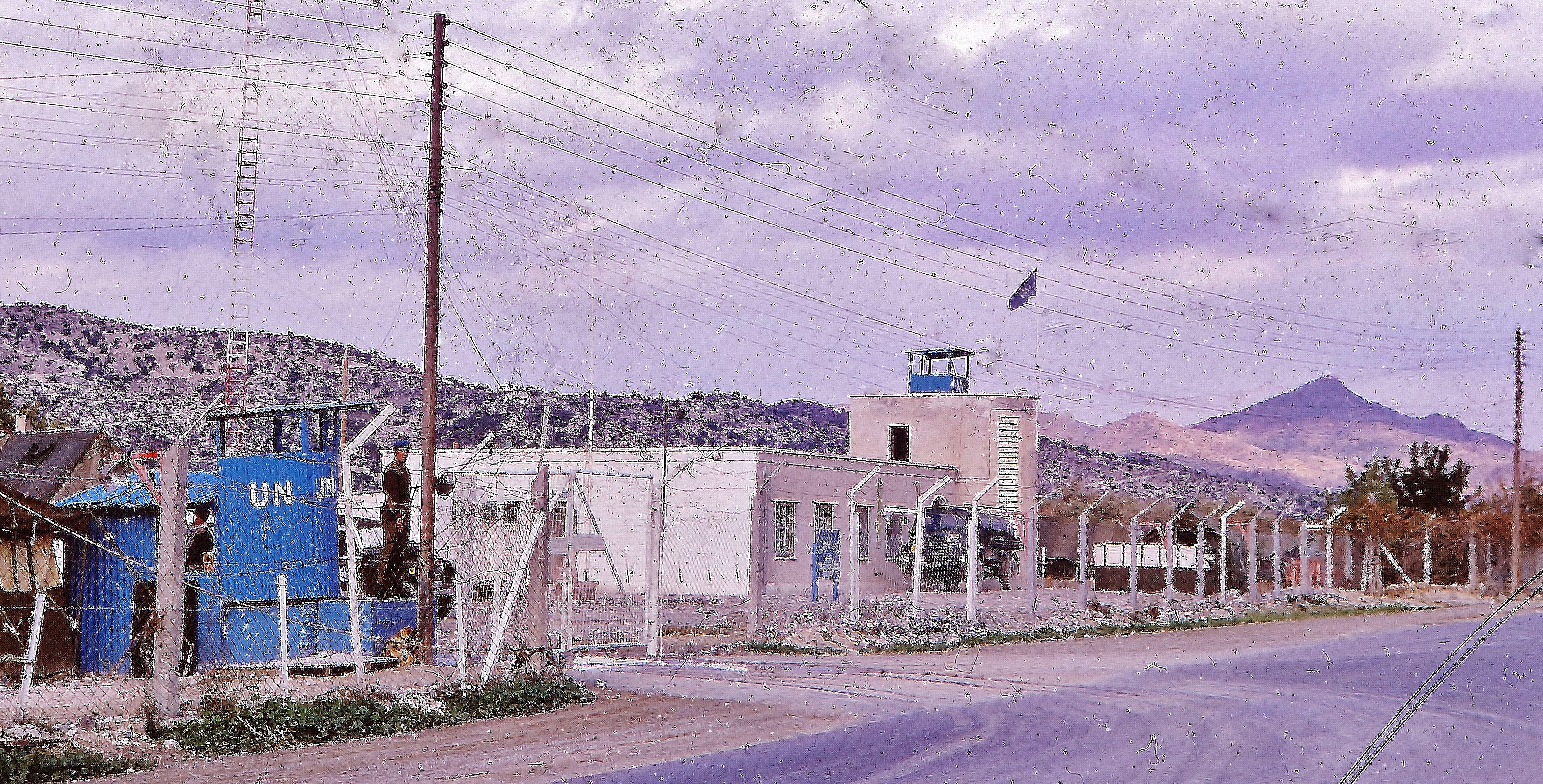
(Año 1969). Entrada al campo de las Naciones Unidas en Kofinou, custodiado por soldados del 3.er Batallón del Royal Anglian Regiment. KofinouKofinou se encuentra en la intersección de las rutas B1 y B5, aproximadamente a mitad de camino entre Limassol y Larnaca.

En diciembre de 1966, en Kofinou, localidad de población turcochipriota situada en una posición clave cerca del cruce de las rutas que unen a Nicosia con Limassol y a Lárnaca con Limassol, finalizó la tranquilidad que había reinado en el lugar. En tres ocasiones, combatientes turcochipriotas limitaron la libertad de circulación por las rutas. Dos de los incidentes afectaron a la Policía de Chipre y el tercero a un vehículo de la Guardia Nacional. En cada uno de estos casos se exigió la entrega de combustible aduciendo que las autoridades de Lárnaca habían suspendido los abastecimientos normales. En enero de 1967, los turcochipriotas quitaron algunas señales ruteras en Kofinou que indicaban la transcripción en inglés de los nombres griegos de lugares y las cambiaron por las versiones idiomáticas turcas.
Todo ello generó una escalada consistente en el despliegue de tropas grecochipriotas en los alrededores de Kofinou en enero de 1967. Esa situación se prologara con diversas tensiones que serán mitigadas por UNFICYP hasta que en el mes de noviembre estalló la crisis. En ese mes, la policía grecochipriota intentó retomar el patrullaje en Agios Theodhoros, localidad próxima a la anteriormente mencionada. El 15 de noviembre, a la tarde, se iniciaron fuertes combates (armas portátiles y morteros) en el lugar, por lo que la Guardia Nacional tomó Agios Theodhoros y parte de Kofinou. Turquía protestó y solicitó el repliegue, hecho que se concretó el 16. Asimismo, amenazó con invadir la isla mientras desplegaba tropas en la frontera con Grecia. Entre los días 18 y 19 hubo sobrevuelos turcos en la isla mientras se sucedían combates en la zona de Kyrenia y en Kokkina, lo que provocó una profunda crisis internacional.
La intervención del Secretario General y del enviado del presidente de Estados Unidos, Cyrus Vance, fueron clave para que la lucha no se expanda y se logre un acuerdo entre Turquía y Grecia por la cual las tropas de esta última nacionalidad se retirarían entre el 8 de noviembre y el 16 de enero de 1968.
Los incidentes que se iniciaron en enero de 1967 y finalizaron en noviembre, ocasionaron dos soldados de naciones hospitalizados pérdida de material militar y afectación de instalaciones por acción directa de alguno de los bandos.

#### Reducción de Tropas

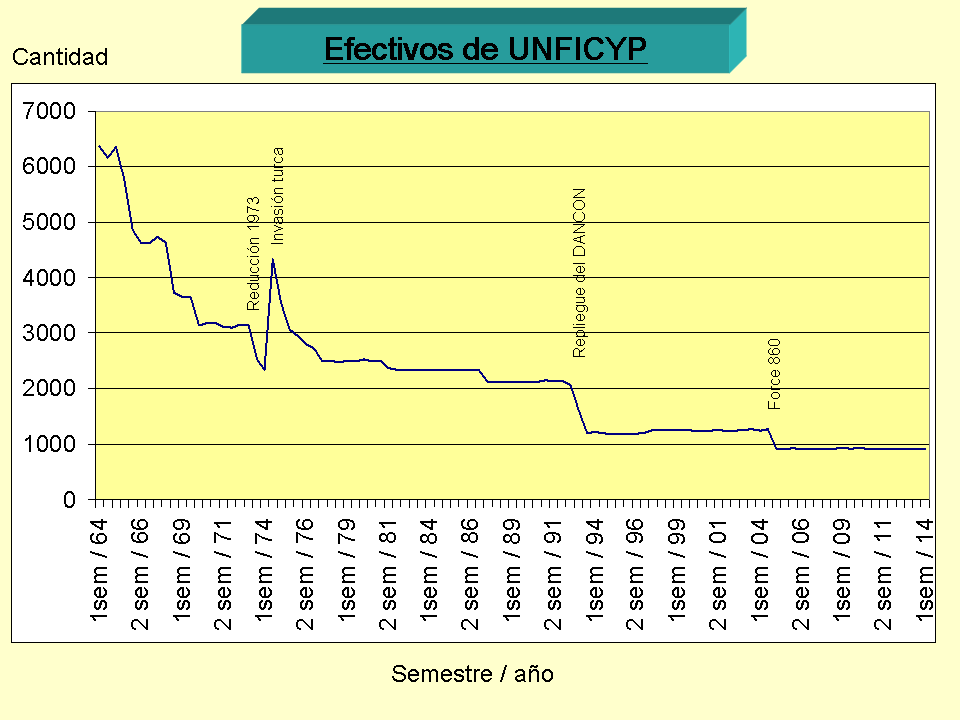
Evolución semestral de efectivos de UNFICYP

El efectivo de UNFICYP decreció en forma paulatina desde un pico de 6238 en el año 1964 a 2188 antes de la invasión turca. Los motivos se pueden resumir en una menor tensión intercomunal, en las restricciones presupuestarias y en la presión de países contribuidores de tropas y de EEUU ante los pocos avances en la reconciliación.

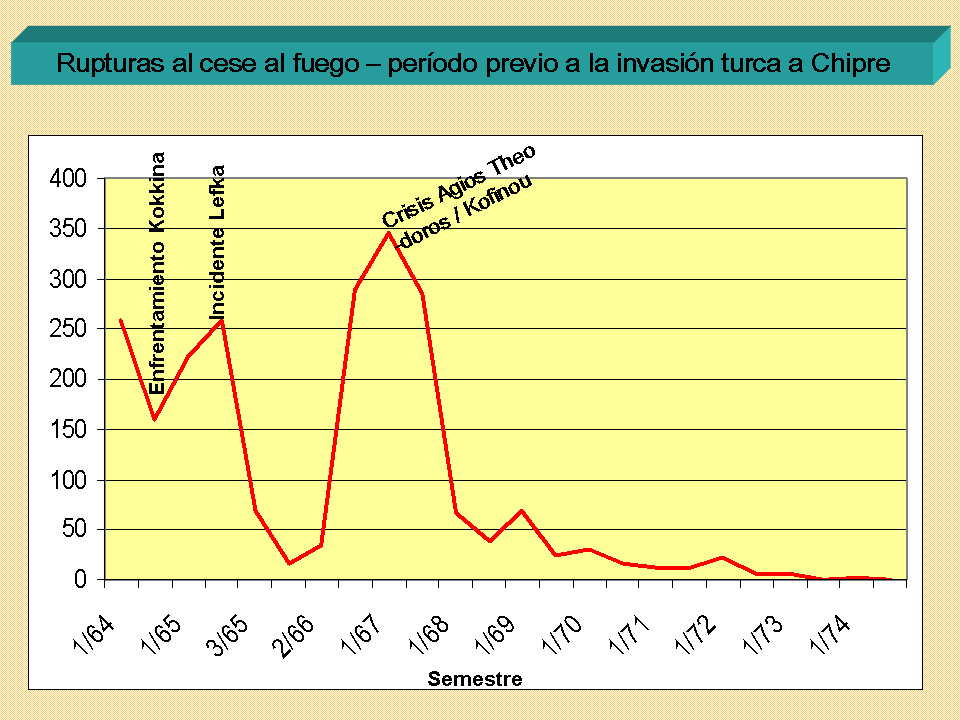
Rupturas al cese al fuego

Luego de los hechos de 1967, el gobierno de Chipre adoptó una serie de medidas para normalizar la situación de la isla. Ellas incluían incentivos económicos a los turcochipriotas para que regresaran a sus propiedades. Estas medidas dieron como resultado la reducción de las tensiones y la gradual eliminación de la violencia intercomunal. De esta forma, la reducción de tropas de Naciones Unidas era más factible.
En el 1.º semestre de 1970 se realizó una reducción de tropas como consecuencia de un trabajo del “Secretariat Survey Team” de agosto del año anterior. Ello generó un redespliegue de UNFICYP: se creó el distrito de Lárnaca; el distrito de Lefka quedó en manos de los daneses; los canadienses se hicieron cargo de todo Nicosia; el contingente finlandés pasó a ser responsable de todo el distrito de Kyrenia y la reserva se movió desde Zyyi a Nicosia.
Producto de la crisis de 1973 en Medio Oriente, se aceleró una disminución de los efectivos de la fuerza que se había planeado en el último semestre de 1972 siendo posible debido a la disminución de las confrontaciones intercomunales. Parte del personal de los contingentes finlandés, austriaco, irlandés y sueco fueron destacados como avanzada para formar Fuerza de Emergencia de las Naciones Unidas (United Nations.Emergency Force - UNEF) establecido por resolución del Consejo de Seguridad 340/73. Este personal fue reemplazado por sus respectivos países, con la excepción de Irlanda que mantuvo un pequeño contingente representativo. Por ello, se reestructuraron los distritos de Pafos, Limassol y Lárnaca. Asimismo, el hospital de campaña austriaco fue reemplazado por un centro de salud también a cargo de los austriacos (de 54 miembros pasaron a ser 14).
Esa reducción modificó parte de los procedimientos de empleo. Se activaron equipos de reconocimiento y observación de cuatro hombres. Agrupamientos de cuatro o más de esos equipos reemplazarían a una compañía convencional. Esos equipos operarían en vehículos livianos dotados de radios y tendrían la misión de patrullaje general, investigación de incidentes y despliegue para observar y ayudar a resolver conflictos. Todo ello se hizo en un contexto de ausencia e bajas de la Fuerza de Paz por acciones maliciosas (lo que se revertirá sensiblemente a partir de la invasión del año 1974)
Durante el período en cuestión (1964/74) hubo tres muertos como consecuencia de los incidentes intercomunales. Sin embargo murieron una gran cantidad de hombres por diversos motivos, mayormente accidentes de tránsito o descarga involuntaria de armas de fuego.

### UNFICYP durante la invasión

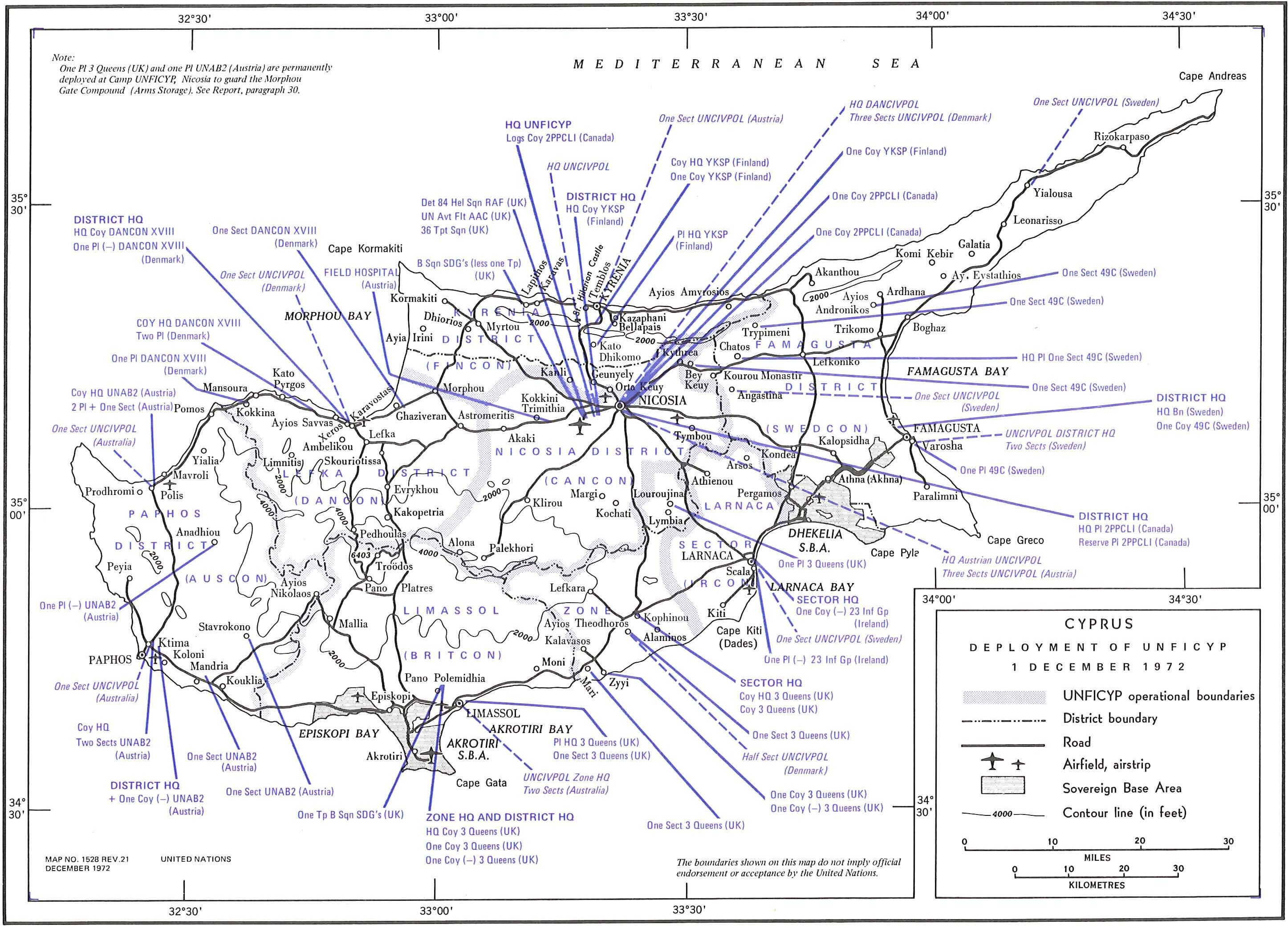
UNFICYP despliegue de diciembre 1972.

Como más arriba se señalara, UNFICYP, al inicio de la invasión turca de julio / agosto de 1974 se encontraba en plena reestructuración producto de una reducción planeada ante la sensible disminución del conflicto intercomunal, el mantenimiento del status – quo y la partida del contingente Irlandés a UNEF cuyo reemplazo no estaba previsto.
La reducción se planeaba en dos etapas constituyendo el 26% del total de los efectivos existentes al 26 de mayo de 1973. Lo previsto eran militares 799 y policías 23.Sin embargo, ante el inicio de la invasión turca, el Secretario General pidió refuerzos a los países que contribuyen con tropas  pasando su efectivo de 2.078 al inicio de la ofensiva a un total de 4.444 al fin de las acciones.

#### Actitud ante el Golpe de Estado del 15 de julio de 1974
El 15 de julio de 1974, se produjo un Golpe de Estado contra el gobierno de Makarios, liderados por oficiales griegos en favor de la unión con Grecia (Enosis). El gobierno de Makarios fue derrocado pero éste escapó inicialmente a Londres y luego a Nueva York.
Estos hechos y la toma del poder por parte de antiguos miembros de la EOKA fueron excusa para la intervención turca.
Durante estos días, UNFICYP fue colocada en el máximo grado de alerta y se desplegaron oficiales de enlace adicionales pero fue prescindente a los hechos. 

#### Desempeño durante la invasión turca

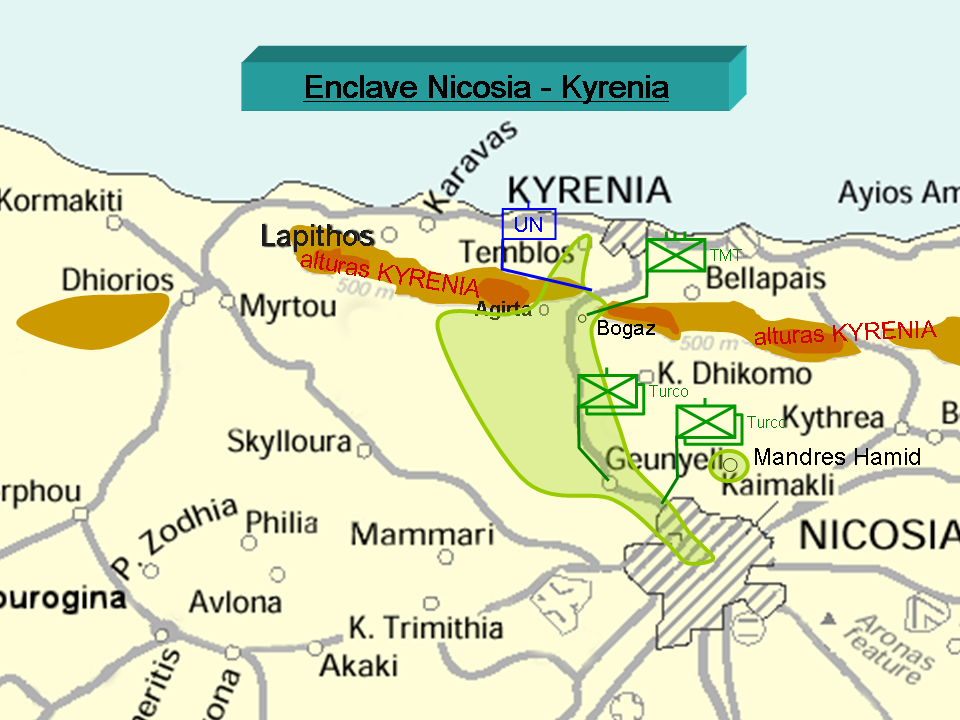
Enclave Nicosia - Kyrenia. Año 1974

El 20 de julio, el gobierno turco, invocando el Tratado de Garantía de 1960, comenzó una operación militar sobre la costa septentrional de Chipre que resultó en la ocupación del 37% de la isla, desde Famagusta hasta Limnitis, incluyendo al principal enclave turco-chipriota al norte de Nicosia y Kyrenia. 
Al inicio de las operaciones, UNFICYP fue puesto nuevamente en alerta máxima. Se incrementaron los puestos de observación y se tomaron medidas adicionales de seguridad de la Fuerza y de las aldeas turcochipriotas aisladas.
En cuanto al comportamiento de la Fuerza en el sector fuera del control turco, ésta operó una serie de puestos fijos en lugares sensibles complementados con patrullas de su componente militar y de UNCIVPOL. Su finalidad era crear una sensación de confianza en la población local, interponerse para evitar la confrontación, conocer en detalle la evolución de la situación y evaluar los lugares que requerían asistencia humanitaria. Asimismo, se esforzó en evitar el saqueo y el hostigamiento a los civiles con centro de gravedad en las principales localidades. En cuanto a la zona bajo control turco, la Fuerza realizó tareas humanitarias y se concentró en el suministro de alimentos a los pequeños grupos grecochipriotas que quedaron aislados.

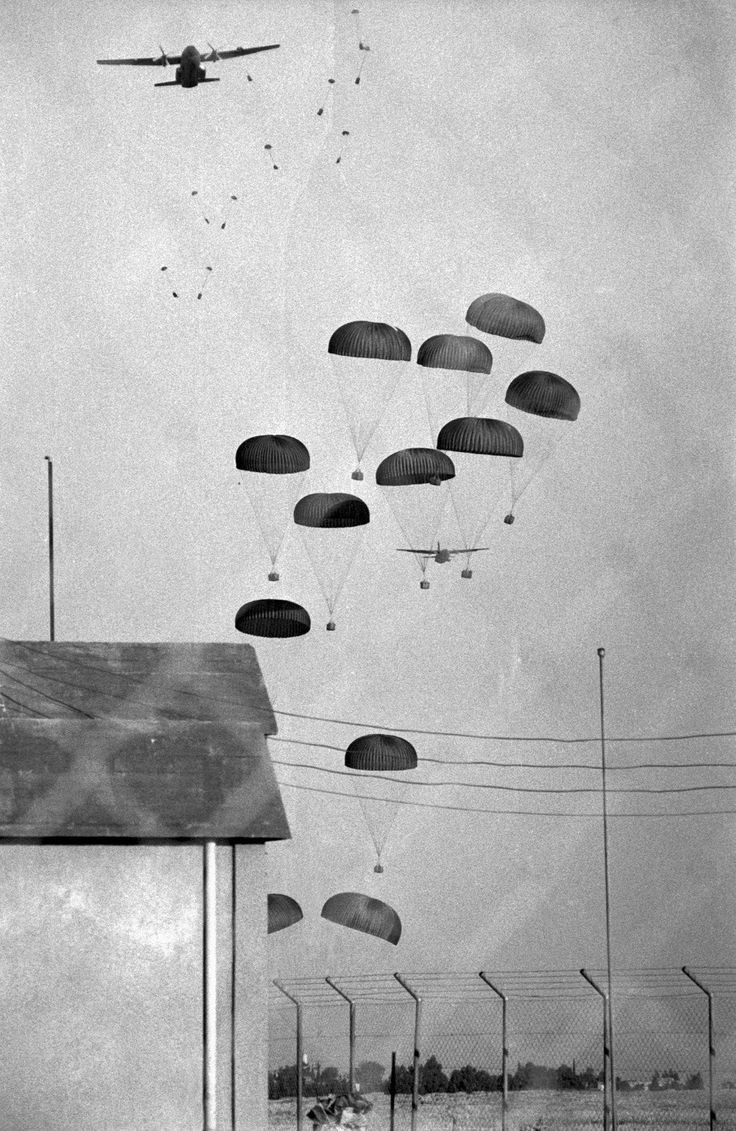
Paracaidistas turcos lanzados al Norte de Kyrenia - 20 de julio de 1974

Las tareas durante la ofensiva turca fueron muy variadas
- Acuerdos para cesaciones al fuego locales para evitar una mayor pérdida de vidas y daños a la propiedad:[44]
- Evacuaciones de personas extranjeras que vivían en la isla o se encontraban circunstancialmente allí.[44]
- Colaboración con las partes a aplicar el cese al fuego y delinear las posiciones de las partes a partir de las 16.00 horas del 22 de julio. Este acuerdo será roto el 14 de agosto.[44]
- Asunción  de la responsabilidad las instalaciones del aeropuerto de Nicosia y declaración de ésta como Área Protegida de Naciones Unidas. Para tal esfuerzo solicitó refuerzos a Gran Bretaña que tenía tropas disponibles en proximidades.[30][43]
- Distribución de ayudas humanitarias, la seguridad de convoyes con cargas y asistencia médica a combatientes que caían en su poder. El 22 de julio, una rama humanitaria y económica especial fue creada en la sede de la UNFICYP, operada por personal militar y de UNCIVPOL con el objeto de organizar y coordinar las medidas humanitarias.[45]
- Protección de civiles enclavados tales como turcochipriotas distribuidos a lo largo de enclaves fuera del área bajo dominio turco y grecochipriotas que quedaron en sector bajo dominio de la fuerza que invadía.[30]
- Garantías al trato de acuerdo a las normas internacionales de poblaciones o prisioneros que se rindieron ante el enemigo. Esto se pudo llevar a cabo en el territorio bajo dominio del gobierno donde se ejecutaron periódicos controles.[30]

El desempeño de la Fuerza de Mantenimiento de la Paz le provocó un total de 9 muertos y 65 heridos.

#### Desempeño inmediato luego del alto al fuego
La operación turca finalizó el 16 de agosto arribándose a un alto al fuego de facto. Las acciones provocaron una serie de consecuencias políticas, económicas y humanitarias para el país.  

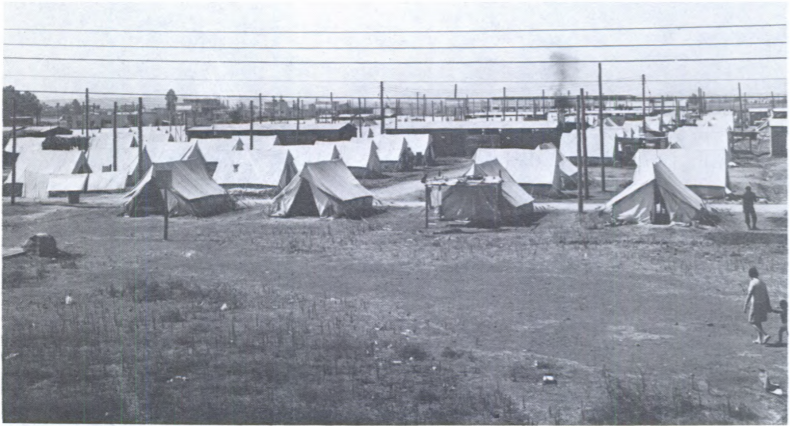
Lárnaca. Refugiados grecochipriotas desplazados con motivo de la invasión turca a Chipre

UNFICYP, en las zonas de confrontación entre las fuerzas de Turquía y la Guardia Nacional, UNFICYP trató pragmáticamente de mantener la vigilancia del cese al fuego, informar sobre los casos de movimiento en las líneas existentes y, en lo posible, evitar cualquier infracción por las partes. Al norte de la línea de confrontación, en la parte de la isla que pasó bajo control militar turco, las operaciones de UNFICYP, en su mayor parte, se vieron limitadas para prestar asistencia a la labor humanitaria y de contribuir a la seguridad de la población grecochipriota. Al sur, se destacaron destacamentos especiales cerca de todas las aldeas turcochipriotas o mixtas que envían patrullas que recarrieron diariamente esas zonas. Los esfuerzos tendientes a ofrecer una seguridad análoga a la población grecochipriota en el norte no resultaron eficaces a causa de las restricciones impuestas por las fuerzas turcas.
Asimismo y siguiendo acuerdos entre autoridades comunales, la Fuerza tomó medidas para trasladar distintas categorías de personas del sur al norte y viceversa. Entre ellas estaban prisioneros, enfermos y lesionados, personas abandonadas, niños de corta edad, ancianos, inválidos, estudiantes universitarios, maestros y personas con pasaporte extranjero. UNFICYP cooperó con el CICR en la realización del traslado de las personas incluidas en ese acuerdo.
También desarrolló esfuerzos a través de sus equipos médicos y los del CICR, particularmente en el sur puesto que este último ha destinado al norte a la mayoría de sus equipos. La libertad de movimiento de UNFICYP estuvo sujeta a considerables restricciones en lo que atañe a la asistencia médica en el norte.
El 31 de octubre de 1974 se dio fin al canje de prisioneros y detenidos. Se puso en libertad a 5.816 personas, de los cuales 3.308. eran turcochipriotas y 2.487 grecochipriotas.

### UNFICYP luego del alto al fuego

#### Creación de la Zona de Amortiguación

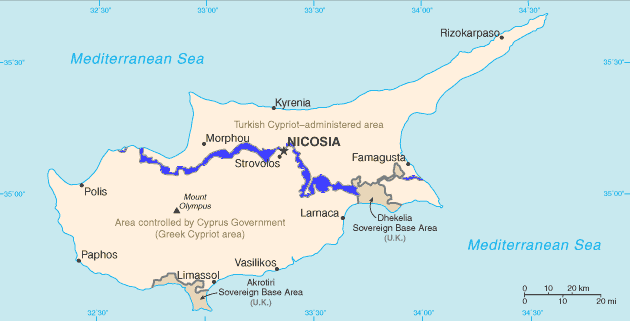
Mapa de la Zona de Amortiguación (Buffer Zone)

El alto el fuego luego de la Invasión Turca entró en vigor a las 18.00 horas del 16 de agosto de 1974. Inmediatamente después, UNFICYP inspeccionó las zonas de enfrentamiento y registró el despliegue de las fuerzas militares de ambos lados. Las líneas trazadas entre las posiciones defendidas de avanzada se convirtieron, respectivamente, en las Líneas de Cese al Fuego (CFL) entre la Guardia Nacional de Chipre y las fuerzas turcas y turcochipriotas. A falta de un acuerdo oficial de alto el fuego, el statu quo militar, tal como lo registró la UNFICYP en ese momento, pasó a ser el criterio con el que se juzgaba si los cambios constituían violaciones del alto el fuego. Tal statu quo se aclaró posteriormente y se ajustó en numerosos acuerdos locales entre las unidades de la UNFICYP y las partes interesadas. La mayoría de esos acuerdos acabaron por consolidarse en un conjunto sencillo de normas, que UNFICYP comunicó a las fuerzas militares de ambas partes a principios de 1989.
Una característica esencial de la cesación del fuego es que ninguna de las partes puede ejercer autoridad o jurisdicción ni realizar movimientos militares más allá de sus propias líneas militares avanzadas. En la zona entre las líneas, conocida como Zona de Amortiguación de las Naciones Unidas o Buffer Zone, UNFICYP mantiene el statu quo (incluidas las actividades civiles inocentes y el ejercicio de los derechos de propiedad) sin perjuicio de un posible arreglo político sobre la disposición de la zona. Esa zona se extiende aproximadamente 180 kilómetros desde Kato Pyrgos, en la costa noroeste, hasta la costa oriental en Dherinia.
De esta forma y en el marco del Conflicto de Chipre, el problema a atender por parte de UNFICYP pasó de ser un problema entre comunidades a serlo de una de ellas ante la invasión de una potencia extranjera. Ello modificó la labor de UNFICYP a quién, rutinariamente le fue prorrogado su mandato por parte del Consejo de Seguridad de las Naciones Unidas. 

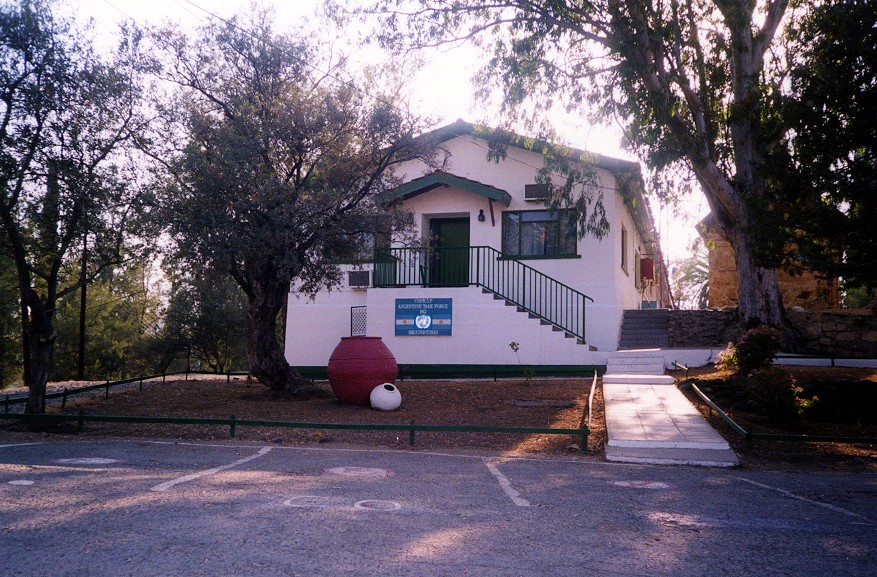
Campo San Martín, Skouriotissa. Contingente argentino en UNFICYP

#### Repliegue de contingentes. Reducción general de efectivos
La estabilización de la situación y los costos del mantenimiento de la misión condujeron a la progresiva disminución de su tamaño.
En octubre de 1977, el batallón finlandés se retiró de la misión. Debido a la falta de fondos, no fue reemplazado, A fin de 1987, lo mismo hizo el batallón de Suecia por lo que los contingentes canadienses y austriacos debieron ser incrementados aunque sin alcanzar el número de los replegados.
En junio de 1993, Canadá retiró su contribución consistente en un batallón. Argentina ofreció reemplazarlo concretándose tal actividad en octubre de ese año (Fuerza de Tarea Argentina). De esa manera, el despliegue de la Fuerza quedó así constituido en tres sectores/batallones de línea interpuestos, como recomendó el Secretario General y aprobó la resolución 831 (1993) del Consejo de Seguridad.
Tras la aprobación de la Resolución 2398 del Consejo de Seguridad, en la que se hicieron suyas las recomendaciones del Examen estratégico de la Fuerza de Mantenimiento de la Paz de las Naciones Unidas en Chipre, UNFICYP redujo su dotación autorizada de personal militar de 888 a 802, al tiempo que reforzaba sus funciones de enlace. El componente de policía reasignó a seis agentes de policía de la sede a funciones de patrullaje, lo que ha permitido aumentar las patrullas militares y policiales conjuntas y algunas patrullas nocturnas, aunque limitadas.

#### Autoplaclamación de la República Turca del Norte de Chipre

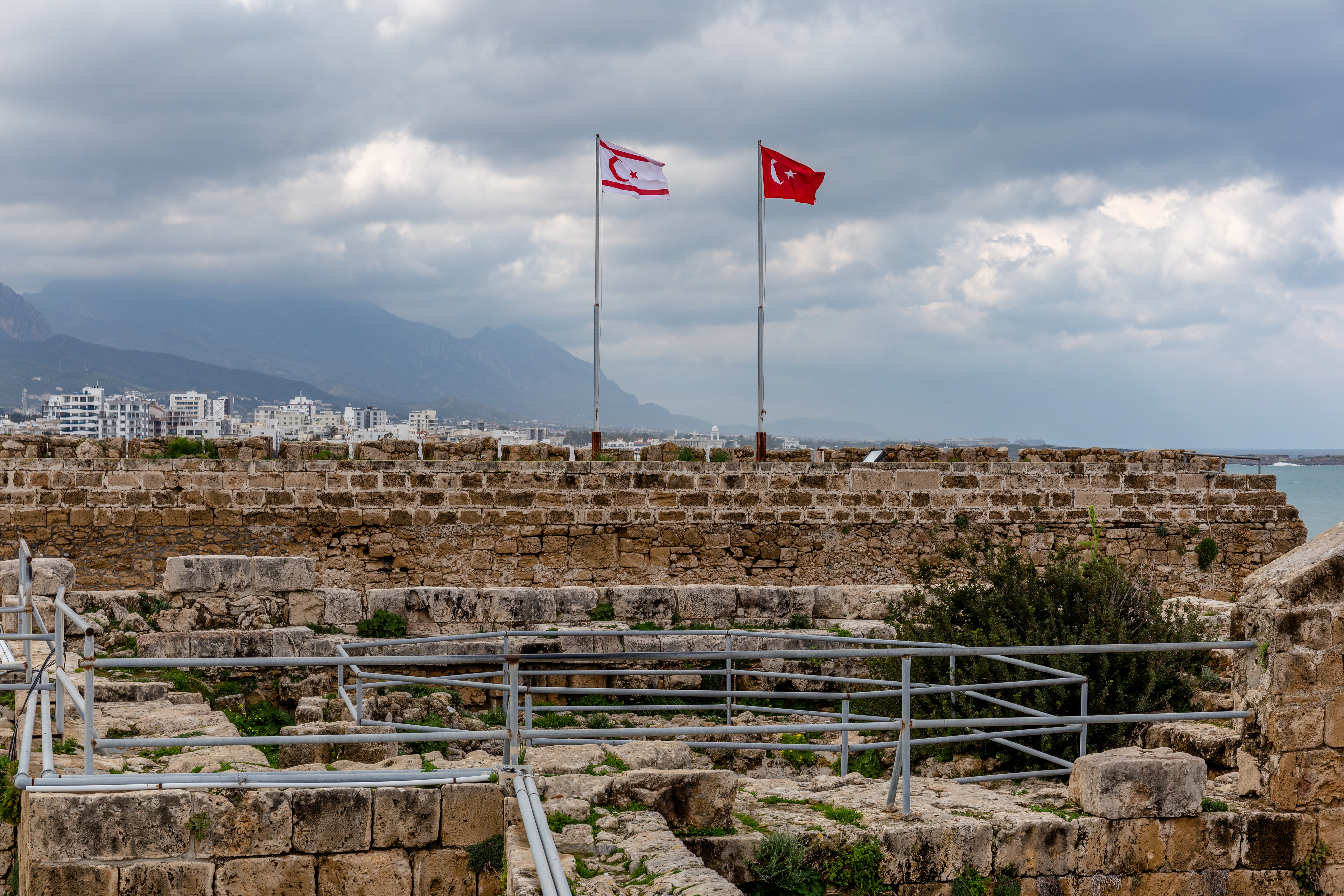
Banderas de la República Turca del Norte de Chipre y Turca. Fuerte de Kyrenia

Hasta junio de 1983, las partes interesadas informaron constantemente al Secretario General de su conformidad con la propuesta de prórroga del estacionamiento de la fuerza en la isla. Tras la proclamación turcochipriota de la "República Turca del Norte de Chipre", el 15 de noviembre de 1983, que fue deplorada y considerada jurídicamente inválida por el Consejo de Seguridad, el Gobierno de Chipre, así como los Gobiernos de Grecia y el Reino Unido, han seguido manifestando su conformidad, pero Turquía y la comunidad turcochipriota han indicado que el texto de la resolución era inaceptable como base para prorrogar el mandato. No obstante, todas las partes han seguido cooperando con la UNFICYP, tanto en el plano militar como en el civil.

#### Manifestaciones de los años 1988 /9
En noviembre de 1988 se sucedieron violentas manifestaciones en los alrededores de Nicosia, incluso cruzando la línea al cese al fuego turca pero siendo controlado por Naciones Unidas. Dichas manifestaciones fueron agresivas contra las tropas de UNFICYP.
Pese a las solicitudes de UNFICYP al gobierno, 2000 mujeres se manifestaron el 19 Mar 89 en Lymbia ingresando a la Zona de Amortiguación, incluso algunas cruzándola. Un número menor ingresó a la misma en Akhna. Una demostración contraria fue montada en el lado norte también con mujeres. Un contingente turco desarmado contuvo la manifestación por lo que no hubo heridos. Cincuenta y cuatro manifestantes fueron detenidos por los turcos pero fueron liberados a UNFICYP al día siguiente.

#### Modificaciones de los emplazamientos en  Nicosia en 1989
En Nicosia, las líneas de alto el fuego de las dos partes están muy próximas generando graves incidentes entre las fuerzas en presencia. 
En mayo de 1989, la UNFICYP persuadió y llegó a un acuerdo con ambas partes por el que desmantelaban sus posiciones y cesen sus patrullasen los lugares más estrechos y, por lo tanto, más sensibles de la Zona de Amortiguación en Nicosia, sin modificar las líneas de alto el fuego. Ello contribuyó a reducir considerablemente las tensiones.

#### Incremento de la violencia
En el 2.º semestre de 1996, hubo un repunte de la violencia sin paralelo desde 1974.
En enero, la Federación Chipriota de Motociclistas anunció la organización de una marcha integrada por chipriotas y personas de otras nacionalidades que partiría de Berlín y terminaría en Kyrenia el 11 de agosto, intentando cruzar la Zona de Amortiguación, posibilidad tomada como una provocación. Durante los días previos, autoridades de UNFICYP contactaron a miembros del gobierno para impedir cualquier violación a las líneas del cese al fuego. Simultáneamente, en el lado norte se organizó una demostración contraria integrada mayormente por la organización nacionalista Lobos Grises, arribada desde Turquía.
En la mañana del 11 de agisto, los manifestantes griegos partieron desde el estadio de Nicosía hacia puntos al este de la ciudad, ingresando a la Zona de Amortiguación y chocando contra fuerzas turcas, policía turcochipriota y los contra - manifestantes, mientras que la policía grecochipriota mantenía una postura pasiva. El incidente mayor tuvo lugar en Dherinia. Allí el Ejército Turco permitió a la policía turcochipriota y a los manifestantes contrarios ingresar a la Zona de Amortiguación de Naciones Unidas resultando muerto un grecochipriota por los golpes.
El 14 de agosto, durante los funerales del fallecido, unos 200 grecochipriotas ingresaron a la Zona de Amortiguación en Dherinia acercándose a la línea del cese al fuego turca y siendo detenidos por tropas de Naciones Unidas. Uno de ellos, se acercó a un puesto turcochipriota, trepó a un mástil e intentó arriar la bandera por lo que fue muerto con armas de fuego. Seguidamente, unos 50 disparos son hechos a la manifestación siendo heridos dos soldados británicos y dos civiles grecochipriotas. La totalidad de heridos de Naciones Unidas entre el 11 y 14 de agosto fueron 19.
La situación permaneció tensa. Los incidentes se multiplicaron, incluso los que consistían en fuego sobre las tropas de Naciones Unidas. El 8 de septiembre, un soldado turco fue muerto y otro herido por disparos próximos a Agios Nikolaos (SBA), por lo que el bando del norte culpó a los grecochipriotas que lo negaron. El 13 de septiembre, un helicóptero de Naciones Unidas, volando dentro de la Zona de Amortiguación en proximidades de Astromeritis recibió fuego. El 20 de septiembre, una patrulla de UNFICYP recibió fuego turco al este de Nicosia. El 26 de septiembre, un puesto observatorio recibió 30 disparos desde las líneas grecochipriotas al sudeste de la capital. El 13 de octubre, un grecochipriota fue muerto por cruzar la línea al cese al fuego turca. El 29, una patrulla británica recibió fuego cuando inadvertidamente cruzó hacia el norte. El 16 de noviembre, un cazador hizo fuego dentro de la base de fuego cerca de Agios Ioannis.
A partir del mencionado período de tensión, no ha habido muertes relacionadas con el conflicto en la Zona de Amortiguación aunque muchos lo han hecho en servicio producto de  accidentes mientras patrullaban en vehículos.

### Actualidad
Después de 1974, la mayoría de los chipriotas griegos y turcos de Chipre han vivido separados en las regiones norte y sur de la isla, que actualmente están divididas por la Zona de Amortiguación controlada por las Naciones Unidas.
El Consejo de Seguridad ha prorrogado periódicamente el mandato de UNFICYP de 1964. En relación con las hostilidades de julio y agosto de 1974, el Consejo de Seguridad aprobó una serie de resoluciones que han afectado al funcionamiento de la Fuerza de Paz y han exigido que la fuerza desempeñara determinadas funciones adicionales relacionadas, en particular, con el mantenimiento del alto el fuego.
En 2024, UNFICYP continúa con la vigilancia constante de las líneas de alto el fuego y la Zona de Amortiguación mediante un sistema de puestos de observación y patrullas,.
Ambas partes de la isla han expresado con frecuencia su preocupación por el desarrollo de las fuerzas militares de su contraparte. Este tema también preocupa a la UNFICYP, que ha propuesto a ambas partes que realicen inspecciones para verificar esa evolución. A falta de un acuerdo sobre esta propuesta, la UNFICYP vigila a las fuerzas enfrentadas por medios abiertos en la medida de sus posibilidades.
De conformidad con su mandato, la UNFICYP alienta la reanudación lo más completa posible de la actividad civil normal en la Zona de Amortiguación. Con ese fin, cuatro aldeas y algunas otras zonas de la Zona de Amortiguación han sido designadas como zonas de uso civil, lo que significa que son de libre acceso y están vigiladas por la policía civil local. En el resto de la Zona de Amortiguación no se permite ningún movimiento o actividad civil a menos que la UNFICYP lo autorice específicamente. En Nicosia, en vista de las consecuencias para la seguridad, esa autorización sólo se concede con el consentimiento de ambas partes. La principal actividad civil en la Zona de Amortiguación es la agricultura.
La UNFICYP ofrece sus buenos oficios, según sea necesario, en relación con el suministro de electricidad y agua a través de las líneas, facilita los contactos normales entre los grecochipriotas y los turcochipriotas poniendo a su disposición instalaciones para reuniones, proporciona servicios médicos de emergencia, incluidas evacuaciones médicas, y distribuye correo y mensajes de la Cruz Roja a través de las líneas de cesación del fuego.
La UNFICYP desempeña ciertas funciones humanitarias para los grecochipriotas que viven en la parte septentrional de la isla, principalmente en la península de Karpas. La fuerza les entrega los suministros proporcionados por el Gobierno de Chipre y la Sociedad de la Cruz Roja de Chipre, así como los pagos de pensiones y de asistencia social. Además, el personal de la UNFICYP verifica que todos los traslados permanentes a la parte sur de la isla sean voluntarios. La UNFICYP también entrega suministros a los maronitas que viven en tres aldeas de la parte norte de la isla y, en general, les ayuda en cuestiones humanitarias.
La UNFICYP visita periódicamente a los turcochipriotas que viven en la parte sur de la isla y les ayuda a mantener el contacto con sus familiares en el norte.
La policía civil de las Naciones Unidas mantiene una estrecha cooperación y enlace con la policía de Chipre y la policía turcochipriota en cuestiones que tienen aspectos intercomunitarios. Junto con las unidades de línea, contribuye al orden público en la Zona de Amortiguación y ayuda en las investigaciones y en las actividades humanitarias de la fuerza.
La UNFICYP coopera con el Alto Comisionado de las Naciones Unidas para los Refugiados, como coordinador de la asistencia humanitaria de las Naciones Unidas a las personas desplazadas necesitadas en Chipre, y con la Organización de las Naciones Unidas de Servicios para Proyectos, en particular para facilitar proyectos que involucran a ambas comunidades.
En la primera parte de 1995, la UNFICYP realizó un examen humanitario de las condiciones de vida de los grecochipriotas y maronitas que vivían en la parte norte de la isla y de los turcochipriotas que vivían en la parte sur. En junio de 1995, la UNFICYP comunicó al Gobierno de Chipre y a las autoridades turcochipriotas los resultados de su examen y expuso sus preocupaciones. La UNFICYP llegó a la conclusión de que los turcochipriotas que vivían en la parte sur de la isla no estaban sujetos a un régimen restrictivo y, de conformidad con la ley, gozaban de los mismos derechos que los demás ciudadanos. Al mismo tiempo, en varios aspectos, se llegó a la conclusión de que los turcochipriotas eran a menudo víctimas de discriminación y acoso caprichosos y, por lo tanto, no disfrutaban de una vida plenamente normal. En lo que respecta a los grecochipriotas y los maronitas que viven en la parte norte de la isla, el examen confirmó que esas comunidades eran objeto de restricciones muy severas impuestas por las autoridades turcochipriotas, que limitaban el ejercicio de muchas libertades fundamentales y tenían el efecto de asegurar que, inexorablemente con el paso del tiempo, esas comunidades dejarían de existir en la parte norte de la isla.
Desde 1974 pocos avances se han realizado en el terreno diplomático.

#### Varosha

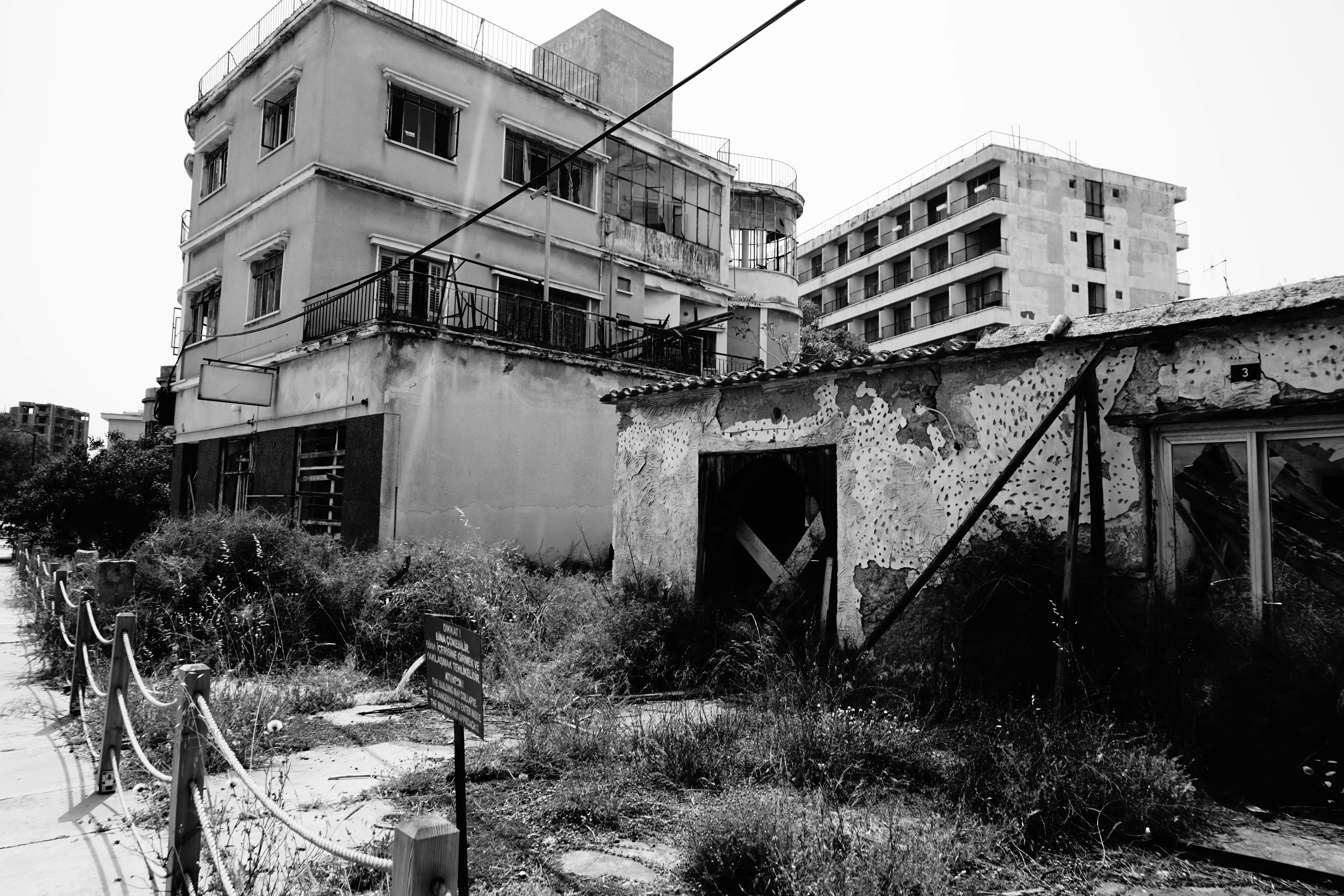
Varosha

Varosha, localidad vecina al sur de Famagusta, antes de la invasión turca de 1974 era una moderna zona turística. Unos 40.000 habitantes grecochipriotas huyeron ante el avance turco. Desde entonces ha permanecido abandonada y vallada. En 1984, una resolución de las Naciones Unidas exigió la entrega de la ciudad al control de la ONU y dijo que sólo los habitantes originales, que fueron expulsados, podrían reasentarse en la ciudad.
Después de estar casi 50 años cerrada al público (la intervención de las Naciones Unidas lo impedía) fue reabierta en 2017. Turcochipriotas y grecochipriotas pueden entrar a ciertas áreas de Varosha, pero no traspasar las viviendas, muchas de las cuales, verdaderas joyas de la arquitectura, corren riesgo de colapsar.La localidad permanece bajo control del Ejército Turco con limitada  libertad de circulación de UNFICYP.

#### Situación de los refugiados
La situación en Medio Oriente puso a UNFICYP progresivamente frente al problema de los migrantes. 
Según ACNUR, el número de solicitudes de asilo en la República de Chipre alcanzó 21565 en 2022. Al año siguiente, disminuyeron a 11617.Chipre es elegida por su ubicación geográfica que facilita su acceso y por la creencia que van a un país europeo con amplias oportunidades de trabajo, sin saber que en realidad no forma parte del Espacio Schengen. Tal situación convirtió al país en la cabeza de los cruces fronterizos ilegales en la ruta del Mediterráneo Oriental hacia la Unión Europea de personas provenientes, principalmente, de Siria, Nigeria, Pakistán, Bangladés y el Congo. 
Las autoridades grecochipriotas aseguran que 95% de los migrantes que solicitan asilo llegan inicialmente al lado norte desde Turquía, ya sea a través del aeropuerto de Estambul o a sus puertos para luego cruzar la zona de amortiguamiento y llegar así a la República de Chipre. Puesto que hay la convicción de que aquellos que cruzan la Línea Verde, lo hacen bajo las instrucciones de Ankara, el cruce ilegal se vuelve políticamente significativo ya que el gobierno grecochipriota ve a estos solicitantes como herramientas de la política de instrumentalización turca y dificulta que sean percibidos como merecedores de protección y recursos.
La separación entre la parte norte y sur es semipermeable, en el sentido que hay nueve puestos de control fronterizo y está custodiada por UNFICYP. Para mayor supervisión, del lado grecochipriota se han puesto vallas, contratado policías especiales y se adquirió un sistema de vigilancia israelí con cámaras instaladas en varios puntos a lo largo de la zona de amortiguamiento. Estas acciones modifican el statu quo militar.
Según el informe semestral del Secretario General de Naciones Unidas, la falta de acceso a los procedimientos de asilo en los puntos de paso de la Línea Verde sigue siendo un problema fundamental, que hace que los solicitantes de asilo corran el riesgo de ser explotados o de quedar atrapados en la Zona de Amortiguación.
En 2024 comenzó a negarse el acceso a los procedimientos de asilo a quienes se encuentren en la Zona de Amortiguación. Al 12 de junio, un total de 29 personas permanecían atrapadas en la misma sin acceso a condiciones de acogida básicas. 
Tal situación es una fuerte preocupación de UNFICYP ya que es su responsabilidad la seguridad de la Línea Verde por lo que la atención de esa gente es llevada junto con ACNIR.

## Dotación y estructura

### Conceptos de la operación

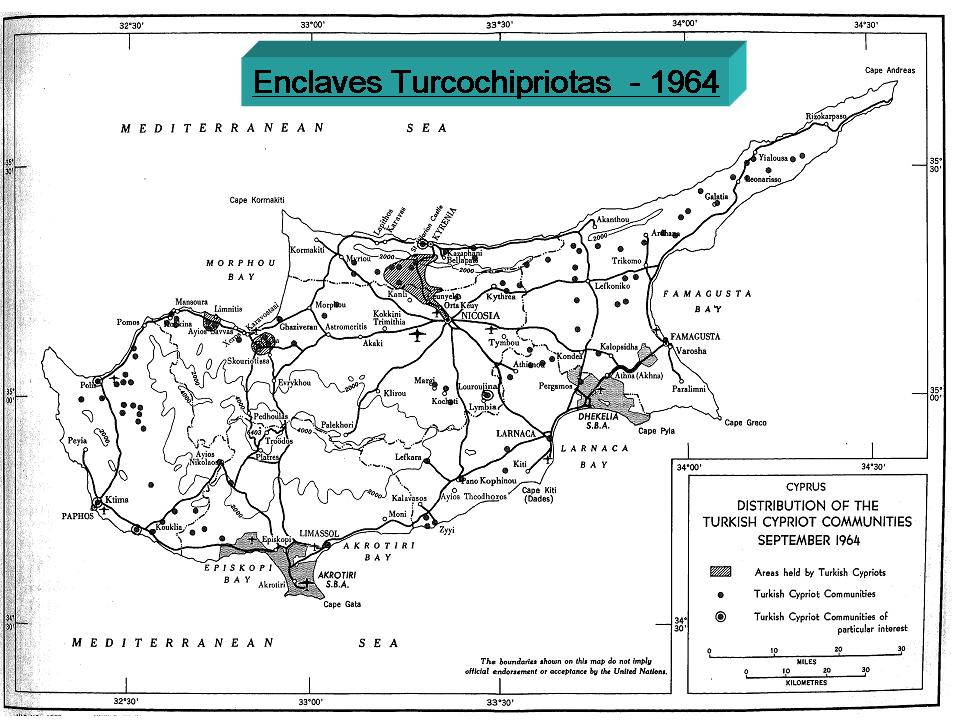
Enclaves turcochirpiotas en 1964

El concepto de la operación del componente militar fue variando conforme pasaron los años. Al inicio, UNFICYP se encontraba desplegada a lo largo de todo el territorio pero con esfuerzo principal en los alrededores de los Enclaves turcochipriotas evitando la confrontación intercomunal directa. La custodia de la línea verde dentro de la ciudad de Nicosia era de especial preocupación.
Se buscaba que las zonas de responsabilidad de los contingentes coincidan con el de un distrito administrativo buscando tener una relación estrecha con las autoridades civiles. Sin embargo, tenía muchas tareas de apoyo humanitario, mayormente, sobre la población turcochipriota: custodia en traslado de alimentos, evacuación de refugiados o perseguidos, traslados de estudiantes, custodia de trabajadores, etc.
Durante los sucesos de 1974, UNFICYP tuvo un variado y riesgoso desempeño debiendo abrir, incluso, el fuego. Debió acordar ceses al fuego locales; evacuó extranjeros; demarcó líneas ocupadas por tropas; distribución de ayudas humanitarias; seguridad de convoyes con cargas; asistencia médica; garantizó respeto de los derechos humanos; etc. Asimismo, se debió hacer cargo de la responsabilidad del Aeropuerto de Nicosia. Un detalle de estas tareas se pueden ver en Actividades de UNFICYP durante la Operación Atila. Su perfil cambió gradualmente a partir del cese al fuego. Debió custodiar traslados de las poblaciones que habían quedado dentro de un territorio controlado por su contraparte o apoyar a aquellos que pudieron quedarse. El control pasó a hacerse mayormente en la entonces creada Zona de Amortiguación o buffer zone. Esto lo hacía a través de una serie de puestos observatorios fijos, otros cuya ocupación era alternativa y patrullas desde diversas bases de patrulla (PB). Ello se complementaba con patrullas aéreas, enlaces con las unidades desplegadas en proximidades de la BZ y al trabajo de la rama humanitaria con centro de gravedad en la actividad económica dentro de esa zona.
Luego de una revisión de la fuerza de septiembre de 2004, el Consejo de Seguridad recomendó una disminución del 30% de las tropas, lo que obligó a cambiar nuevamente el perfil. UNFICYP adoptó a inicios del 2005 uno denominado Force 860 cuyos aspectos principales eran la concentración con movilidad. Manteniendo el mandato de evitar la recurrencia de la lucha, se buscó incrementar las patrullas disminuyendo la cantidad de puestos observatorios y campos disminuyendo asignaciones a actividades estáticas o logísticas. Así se cerraron 12 campos, uno de los cuales era Box Factory (Pano Zodia), se incrementó el efectivo de UNPOL con el objeto de aumentar sus patrullas y enlaces y se creó una nueva estructura denominada MOLO. Estos últimos pasaron a estar desplegados en la BZ con el objeto de enlazar con las fuerzas militares de ambos bandos y solucionar problemas a través de la mediación y la negociación.

### Efectivos
Al 12 de junio de 2024, la dotación del componente militar ascendía a 800 efectivos, mientras que la del componente de policía era de 68 efectivos.
Los contingentes eran según país de procedencia:
Personal Militar:
| Contingente         | Efectivos |
| ------------------- | --------- |
| Argentina           | 260       |
| Austria             | 3         |
| Bangladés           | 1         |
| Brasil              | 2         |
| Canadá              | 1         |
| Chile               | 6         |
| Eslovaquia          | 239       |
| Federación de Rusia | 4         |
| Ghana               | 1         |
| Hungría             | 11        |
| India               | 1         |
| Mongolia            | 3         |
| Pakistán            | 3v        |
| Reino Unido         | 257       |
| Serbia              | 8         |
| Total               | 800       |

Policía de Naciones Unidas:
| País                 | Efectivo |
| -------------------- | -------- |
| Bangladés            | 1        |
| Bosnia y Herzegovina | 5        |
| Brasil               | 1        |
| China                | 3        |
| Eslovaquia           | 5        |
| Federación de Rusia  | 6        |
| Finlandia            | 5        |
| Hungría              | 1        |
| Indonesia            | 1        |
| Irlanda              | 15       |
| Italia               | 4        |
| Jordania             | 7        |
| Montenegro           | 5        |
| Nepal                | 5        |
| Serbia               | 4        |
| Total                | 60       |

### Estructura de UNFICYP

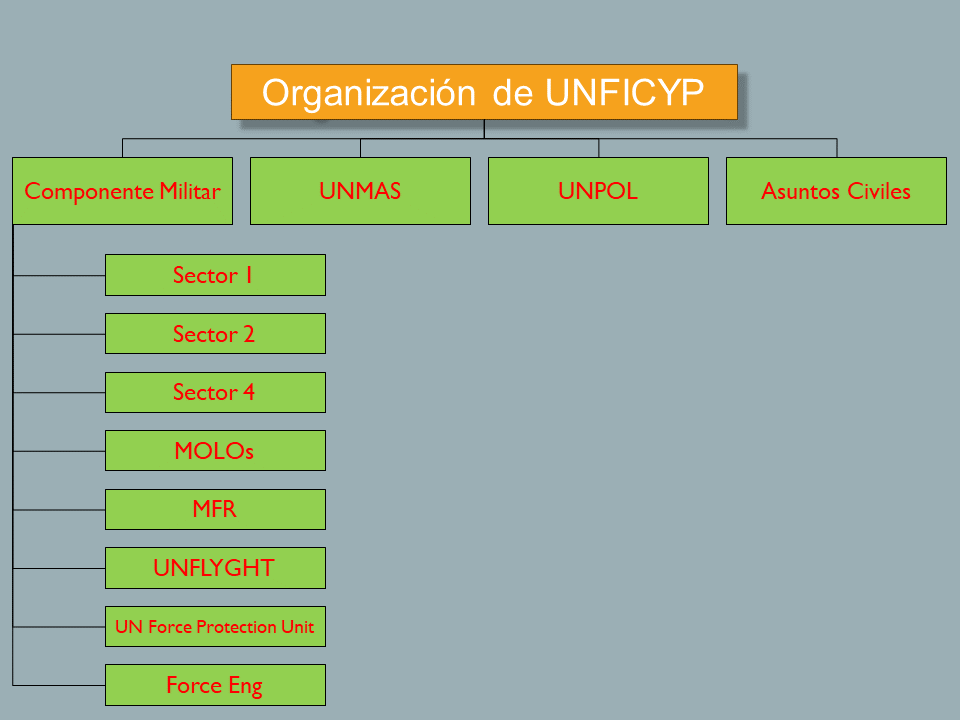
Organización de UNFICYP (2023)

#### Sector Uno
El Sector Uno cubre una distancia de aproximadamente 90 kilómetros desde la aldea de Kokkina, en la costa occidental de Chipre hasta la aldea de Mammari, al oeste de Nicosia.
Está bajo responsabilidad del Contingente Argentino desde el 16 de octubre de 1993. Los Oficiales de Enlace de Observadores Militares (MOLOs) que se comunican diariamente con sus homólogos militares de ambos lados dentro de esta región permanecen en misión durante períodos de 12 meses.
Al año 2023, su efectivo era de 197 con 178 argentinos completando el resto con personal de Chile, Brasil y Paraguay.
El Cuartel General y la Compañía de Mando del Sector Uno están ubicados en Campo San Martín, que está cerca de la aldea de Skouriotissa. La Compañía de Apoyo tiene su sede en el Campamento Roca, en Xeros, en el norte. Las dos compañías de línea están desplegadas a lo largo de cuatro bases de patrulla con personal permanente, mientras que también realizan patrullas móviles desde los campos San Martín y Roca.
Para mayores detalles ver Contingente argentino en UNFICYP.

#### Sector Dos
El Sector Dos es responsabilidad del contingente británico desde 1993, cuando el contingente canadiense retiró su contribución principal a UNFICYP.
Debe patrullar y monitorear la actividad militar de más de 30 kilómetros a lo largo de la zona de amortiguamiento, comenzando en el extremo este de la aldea Mammari y terminando en el pueblo de Kaimakli al este de Nicosia. Según datos del año 2022, su efectivo es de 163 miembros.
El puesto comando del Sector se encuentra en Wolseley Barracks, dentro de la zona de seguridad, al oeste de las murallas venecianas que rodean el casco antiguo de Nicosia.
El hotel Ledra Palace, donde están estacionadas las tropas del sector, ha sido el asiento de las fuerzas de paz de la UNFICYP desde 1970 en virtud de un acuerdo con el Gobierno de Chipre. Una compañía se encuentra en las líneas de cesación del fuego.
Una compañía está ubicada en las líneas de alto el fuego y patrulla la Zona de Amortiguación en esta área. El contingente británico también proporciona personal a la Reserva de Fuerza Móvil de la UNFICYP y al Cuartel General de la misión.

#### Sector Cuatro

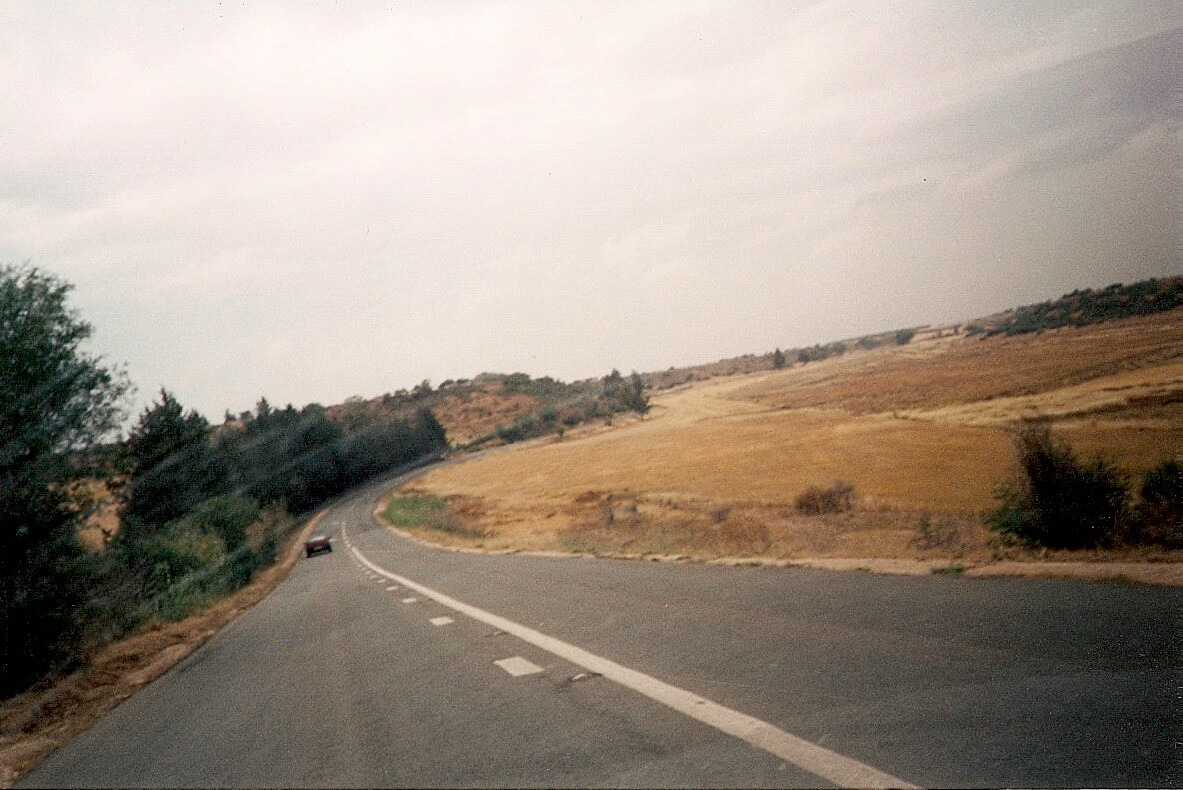
Corredor Agios Nikolaos - Dhekelia. A la izquierda territorio controlado por el Gobierno Chipriota, al centro camino soberano británico y a la derecha sector controlado por la RTNC.

Desde 2018, el Sector Cuatro es responsabilidad del Contingente Eslovaco. Anteriormente, las operaciones del Sector Cuatro estaban a cargo de tropas de Eslovaquia, Hungría, Serbia y Ucrania.
La responsabilidad de la unidad es patrullar y monitorear la actividad militar de más de 65 kilómetros a lo largo de la zona de amortiguamiento, comenzando en el extremo este de la aldea Kaimakli y terminando en el pueblo de Dherinia en la costa este de la isla. La zona de soberanía británica cerca de Dekhelia se extiende entre dos puntos de la zona de amortiguamiento:  Pyla y Strouvilia. La base soberana está fuera del área de responsabilidad de la misión. Según datos de 2022, su efectivo es de 202 personas.
El Puesto Comando del Sector se ubica en Famagusta, en General Stefanik Camp.
Una compañía de línea está desplegada a lo largo de ambas líneas de alto el fuego de la Zona de Amortiguación del sector; una sección tiene su sede en Athienou, con responsabilidad por la mitad occidental del Sector; una sección pelotón tiene su base en Dherinia, con responsabilidad por la mitad oriental, incluida la ciudad abandonada de Varosha; Una tercera sección está basada en Pyla y tiene la misión de supervisar la actividad militar en la única aldea bicomunal dentro de la Zona de Amortiguación.
Los contingentes del Sector Cuatro también proporcionan personal para la Reserva de Fuerza Móvil, el pelotón de ingenieros y el cuartel general de la UNFICYP.

#### MOLOs
El Observador Militar Oficial de Enlace (Military Observer Liaison Officers), nació luego de la revisión de la fuera que se realiza en septiembre de 2004. Deben servir como punto de enlace con las fuerzas en ambos lados de la BZ a nivel regimiento. Asimismo, se deben sumar a las rutinarias patrullas que realiza el resto de la fuerza.
Su efectivo es de veintiocho Oficiales Observadores y de Enlace y Oficiales de Enlace Militar y Civil de Sector que prestan servicios en los tres sectores. Los oficiales desarrollan observación de los acontecimientos, participan en todos los niveles de la Fuerza en las negociaciones diarias y de las funciones de enlace con ambas fuerzas en presencia. Constituyen la columna vertebral de la forma en que UNFICYP trata con las fuerzas turcas, turcochipriotas y grecochipriotas, ya sea a nivel de regimiento en los sectores o en los niveles más altos en el Cuartel General, para la búsqueda de la resolución de conflictos, la mejora de las comunicaciones y el fomento de la confianza.
Los Oficiales de Enlace Civil y Militar de Sector forman parte de los equipos de asuntos civiles del sector, cuya función principal es colaborar con la Sección de Asuntos Civiles para proporcionar ayuda humanitaria a las comunidades que quedaron atrás, restablecer la normalidad en la Zona de Amortiguación en la medida de lo posible y apoyar todos los eventos bicomunales.

#### MFR
La Fuerza Móvil de Reserva o Mobile Force Reserve (MFR) fue formada en 1997. Proporciona al Comandante de la Fuerza una fuerza flexible y bien equipada, capaz de responder a cualquier situación que pueda surgir en la Zona de Amortiguación.
Está formada por 74 efectivos del Reino Unido y se mantiene en estado de alerta máxima y está capacitada para diversas tareas, desde el orden público hasta la respuesta a incidentes. Puede proporcionar apoyo a los sectores y otros elementos de UNFICYP.
Su base es la UNPA, en el antiguo aeropuerto internacional de Nicosia.

#### UNFLIGHT
UNFLIGHT es el componente aéreo de UNFICYP. Su misión es transporte de personal vip, evacuaciones sanitarias y patrullajes aéreos.
Esta fracción se encuentra a cargo de 35 integrantes de la Fuerza Aérea Argentina. Su despliegue comenzó en septiembre de 1994. Está dotado de tres helicópteros: dos MD Helicopters MD 500 y un Bell 212.
Su base se encuentra en la UNPA.

#### UN Force Protection Unit
Force Protection Unit está compuesta por dos elementos distintos: la Unidad de Policía Militar de la Fuerza o Force Military Police Unit (UNFMPU) y la Sección de Seguridad de la UNPA o UN Protected Area Security Platoon.
Este elemento es, por diseño, una unidad multinacional y multifuncional, con representación de todo el componente militar y una competencia en toda la isla para todos los asuntos de mantenimiento del orden que afecten al personal y los bienes de la UNFICYP. Sus principales responsabilidades incluyen hacer cumplir las medidas de protección de la fuerza del Jefe de Misión, realizar investigaciones iniciales sobre supuestos casos de mala conducta y actividad delictiva por parte del personal de las Naciones Unidas, proporcionar asistencia investigativa en las escenas de delitos que se produzcan dentro de la Zona de Amortiguación cuando haya personal y bienes de las Naciones Unidas involucrados y apoyar la seguridad perimetral de la Zona Protegida de las Naciones Unidas (UNPA).
Su dotación es de 54 personas.

#### Ingenieros de la fuerza
El apoyo de ingenieros a UNFICYP lo proporciona Engineering and Facilities Management.
Su función principal es construir, mantener y reparar todas las instalaciones, incluidos los campamentos, los puestos de observación y las bases de patrullaje bajo la responsabilidad de las Naciones Unidas. Asimismo, se encargan del mantenimiento de los caminos de patrullaje y los lugares de aterrizaje de helicópteros en toda la Zona de Amortiguación.
Este destacamento cuenta con 37 eslovacos.

### UNMAS Cyprus
En julio de 2016, United Nations Mine Action Service (UNMAS) pasó a ser un componente integral de la UNFICYP. Proporciona conocimientos especializados en la planificación y coordinación de las actividades relativas a las minas, la capacidad operativa de desminado (2016-2017), la supervisión de la garantía de calidad y la gestión de la información sobre las actividades relativas a las minas. Los objetivos de las operaciones de UNMAS son: reducir la amenaza de las minas terrestres y los restos explosivos de guerra para contribuir a las medidas de fomento de la confianza; facilitar el retorno a las condiciones de vida normales; y garantizar una libertad de movimiento más segura para UNFICYP, los asociados de las Naciones Unidas y las comunidades. El UNMAS también proporciona asistencia al Committee on Missing Persons (Comité sobre Personas Desaparecidas) para facilitar el acceso seguro a las zonas en las que lleva a cabo sus actividades y orientación técnica a la UNFICYP para el almacenamiento de municiones para armas pequeñas.

### Policía de Naciones Unidas (UNPOL)
La United Nations Police (UNPOL) o Policía de las Naciones Unidas forma parte de la UNFICYP desde abril de 1964. UNPOL trabaja en colaboración con los componentes de Asuntos Civiles y Militares de la UNFICYP. 
UNPOL contribuye al mantenimiento y restablecimiento del orden público en la Zona de Amortiguación y coopera con los componentes de Asuntos Civiles y Militares de UNFICYP en lo que respecta a la actividad civil en la Zona de Amortiguación, las cuestiones humanitarias y la asistencia para el retorno a la normalidad en la Zona de Amortiguación.
Está integrado por 69 oficiales de policía de dieciséis países y un personal de apoyo civil. Sus miembros están destinados en el comando de UNFICYP en la UNPA  y en otros ocho lugares de la isla, dentro o cerca de la Zona de Amortiguación. 
UNPOL es una fuerza de policía civil. No es una policía sustituta ya que no administra la ley o tiene facultades de arresto o detención.

### Rama de Asuntos Civiles
Para tener en cuenta cual es a labor de la Sección de Asuntos Civiles o Civil Affairs Section of UNFICYP  (CAS), se debe terne en cuenta que la BZ abarca un 3% de la superficie de la isla. Esta zona tiene su propia vida social y económica. En ella hay seis villas con una población de alrededor de 8000 personas. Fuera de la Zona de Amortiguación, residen turcochipriotas en el sur y grecochipriotas y maronitas en el norte que necesitan una atención especial.
La CAS, creada en 1998. Está integrada por 13 civiles, asistidos por 5 miembros de la UNPOL y 2 miembros militares en el Cuartel General. Además, 6 miembros de la UNPOL, 6 militares y 3 civiles de la CAS están destinados en las Oficinas Sectoriales o  Sector Offices (SCAIO) para mantener estrechas relaciones con los  civiles y los líderes de la comunidad local. Los Oficiales de Enlace Militar en los sectores también desempeñan una valiosa función de apoyo en materia de asuntos civiles.
Dentro de estas actividades, se enmarca la entrega de “permisos de paso” que regulan el ingreso de civiles con propiedad dentro de la BZ que desean ingresar para tareas agrícolas.
En cuanto a los pobladores residentes en la otra comunidad, CAS realiza regularmente entregas humanitarias (cartas, transferencias de pensiones, etc) y visitas.

## Zona de Amortiguación

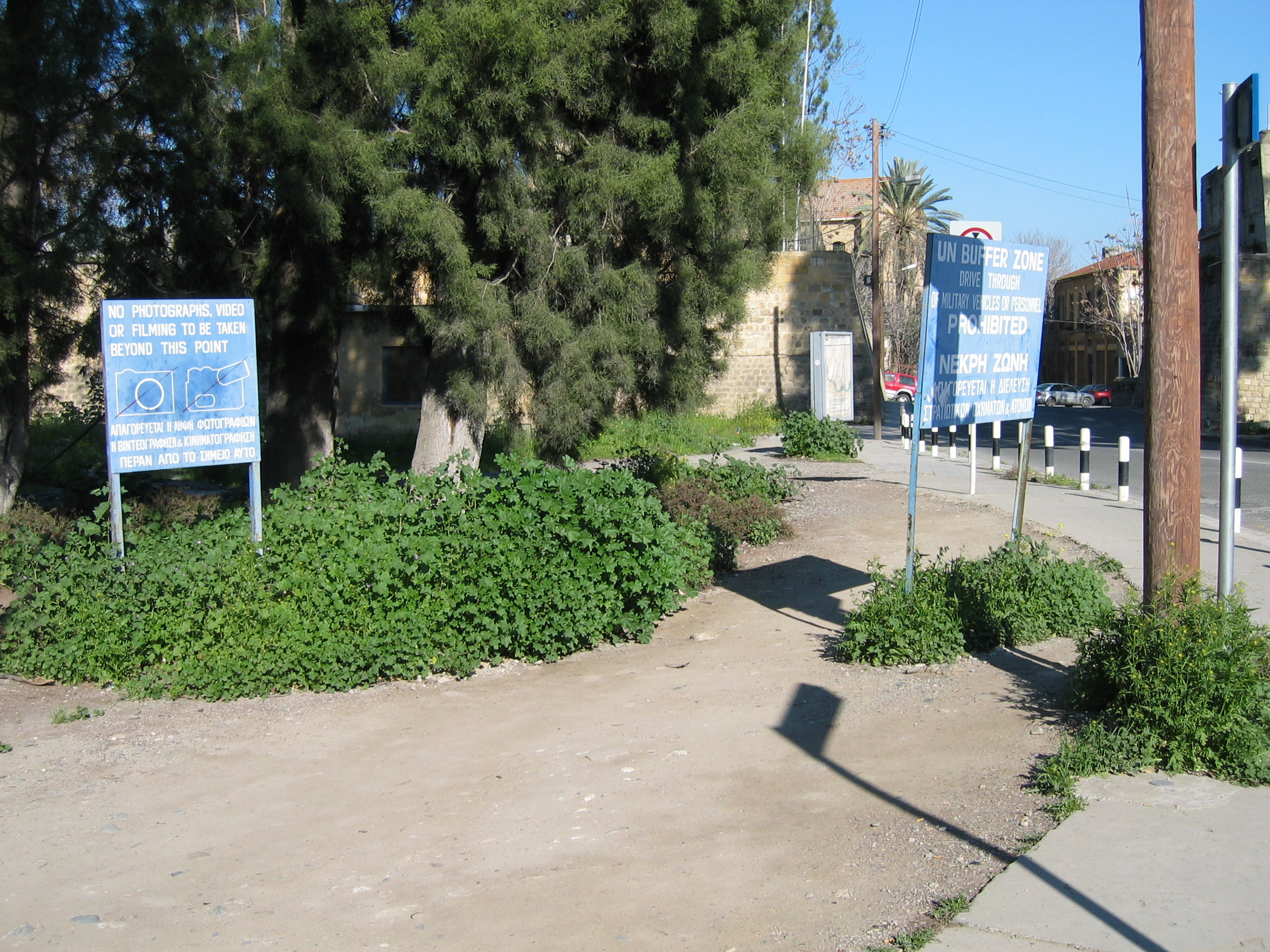
Buffer Zone

La Zona de Amortiguación, también conocida como Buffer Zone (BZ) o Línea Verde, es el sector comprendido ambas líneas del cese al fuego de cada fuerza: turco y grecochipriota, establecida para mantener separadas a las tropas y evitar confrontaciones. Se constituyó, de hecho, después de las operaciones militares de 1974. Se extiende desde Famagusta hasta proximidades de Kato Pyrgos y alrededor del enclave de Kokkina. 
Su largo aproximado es de 180 km y su ancho varía entre unos 3,3 m (dentro de la ciudad amurallada de Nicosia) y 7,4 km. Sus límites norte y sur son las líneas en las que se encontraban los beligerantes tras el alto el fuego del 16 de agosto de 1974, según lo registrado por la UNFICYP. En la parte oriental de la isla, la Zona de Amortiguación está interrumpida por la Base Soberana Británica de Dhekelia, donde las Naciones Unidas no operan. Otra zona que la ONU no controla es Varosha, la antigua ciudad turística cerca de Famagusta, ahora bajo el control del ejército turco (allí UNFICYP tiene una libertad de circulación limitada).
De conformidad con el mandato de UNFICYP de trabajar para volver a las condiciones normales, muchas partes de la Zona de Amortiguación están cultivadas y/o habitadas. Dentro de la Zona de Amortiguación hay varias aldeas o zonas especiales (denominadas zonas de uso civil) en las que viven y/o trabajan más de 10.000 personas. Los civiles pueden entrar libremente en esas zonas. En el resto de la BZ, la circulación o la actividad de los civiles requieren una autorización específica de la UNFICYP. 
Pyla, situada en la región oriental de la Zona de Amortiguación, es la única aldea en la que conviven chipriotas griegos y chipriotas turcos.Otras localidades dentro de la BZ son Mamari y Deneia a las cuales se puede llegar libremente. Las personas que tienen título de propiedad pueden entrar hasta la Farming Line. Las fuerzas militares tienen prohibido el acceso.  
En abril de 2003, se han abierto varios puntos de cruce entre el norte y el sur:
- Pergamos.
- Strovilia.
- Ayios Demotios / Metehan.
- Ledra Palace.
- Ledra Street.
- Astromeritis / Zodhia.
- limnitis / kato Pyrgos.

El statu quo de las tropas próximas a las respectivas LCF es monitoreado por Naciones Unidas con patrullas, fuerzas de la reserva y vuelos en helicópteros.

## Área Protegida de Naciones Unidas

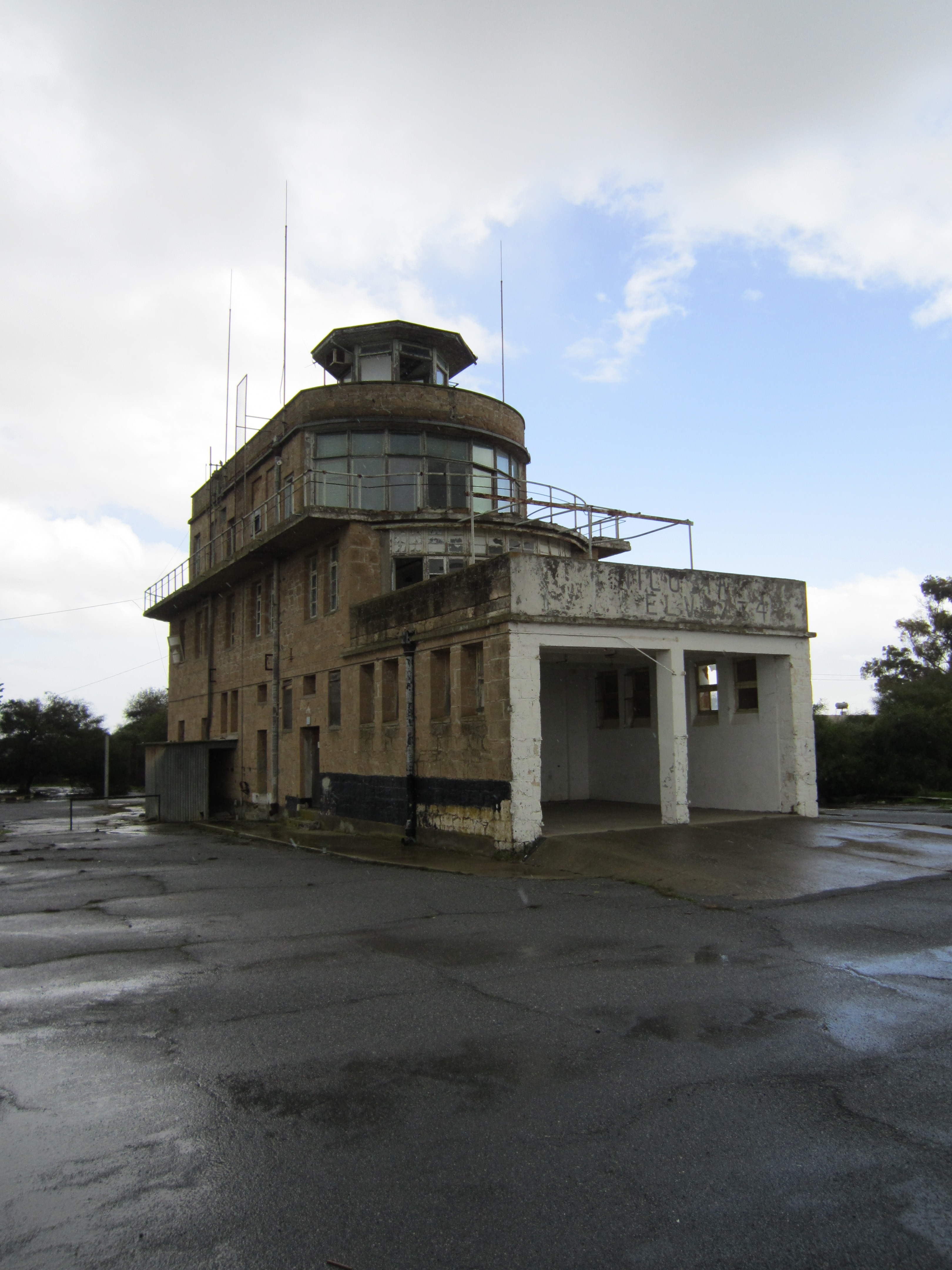
Antigua torre de la RAF Nicosia operativa durante la Segunda Guerra Mundial

La llamada Área Protegida de Naciones Unidas o United Nations Protected Area (UNPA) es un sector bajo jurisdicción de UNFICYP desde el año 1974. Comprende el Aeropuerto de Nicosia y un sector con derechos especiales británicos conocidos como "retained site" (conocido como RAF Nicosia) que incluía también sectores aledaños. Además, tres antiguos campamentos de la RAF cerca del aeropuerto compartían instalaciones con la UNFICYP después de la creación de la Fuerza en marzo de 1964.
El aeropuerto comenzó a funcionar como Estación de la Real Fuerza Aérea de Nicosia y tuvo un uso intensivo durante la Segunda Guerra Mundial. Se inauguró como aeropuerto comercial dos años después del final de la guerra, en 1947, pero la zona que lo rodea siguió siendo la ubicación de la Estación Aérea. Después de que Chipre obtuviera la independencia en 1960, el aeropuerto y sus alrededores fueron transferidos al Gobierno de Chipre. En 1968 fue ampliado un nuevo edificio terminal. El aeropuerto en sí, incluida la torre, estaba atendido y administrado por grecochipriotas. En 1974  era el único aeropuerto internacional de la isla.
Durante la invasión turca se produjeron operaciones en sus aledaños. El alto el fuego del 22 de julio a las 18 horas pactado por Naciones Unidas, llegó antes que las tropas turcas pudieran alcanzar el aeropuerto. Al día siguiente, a las nueve y media de la mañana, se inició una operación ofensiva contra las instalaciones defendidas por la Guardia Nacional de Chipre, el ELDYK y comandos griegos arribados la noche anterior. El fracaso del ataque permitió que UNFICYP pueda lograr un alto el fuego al mediodía y poder interponer su personal entre los contendientes.
A las 14 horas, en otro cese al fuego, Naciones Unidas determinó que se haría cargo de las instalaciones del aeropuerto. Previamente se había acordado con el bando grecochipriota que este se retiraría y le entregaría la responsabilidad a UNFICYP. Sus autoridades comunicaron cual sería el Área Protegida por Naciones Unidas (UNPA) informándoles el límite materializado en gran parte por un alambrado y detallando cuales eran las instalaciones que quedarían adentro (además del aeropuerto, incluía RAF Nicosía, Campo UNFICYP, área de cuarteles de la RAF). A las 1630, las fuerzas griegas se repliegaron del lugar.
A partir del cese al fuego del 16 de agosto, la UNPA fue incluida como parte de la Zona de  Amortiguación. A los efectos de mantener el statu quo, el aeropuerto continúa siendolo desde 1974.

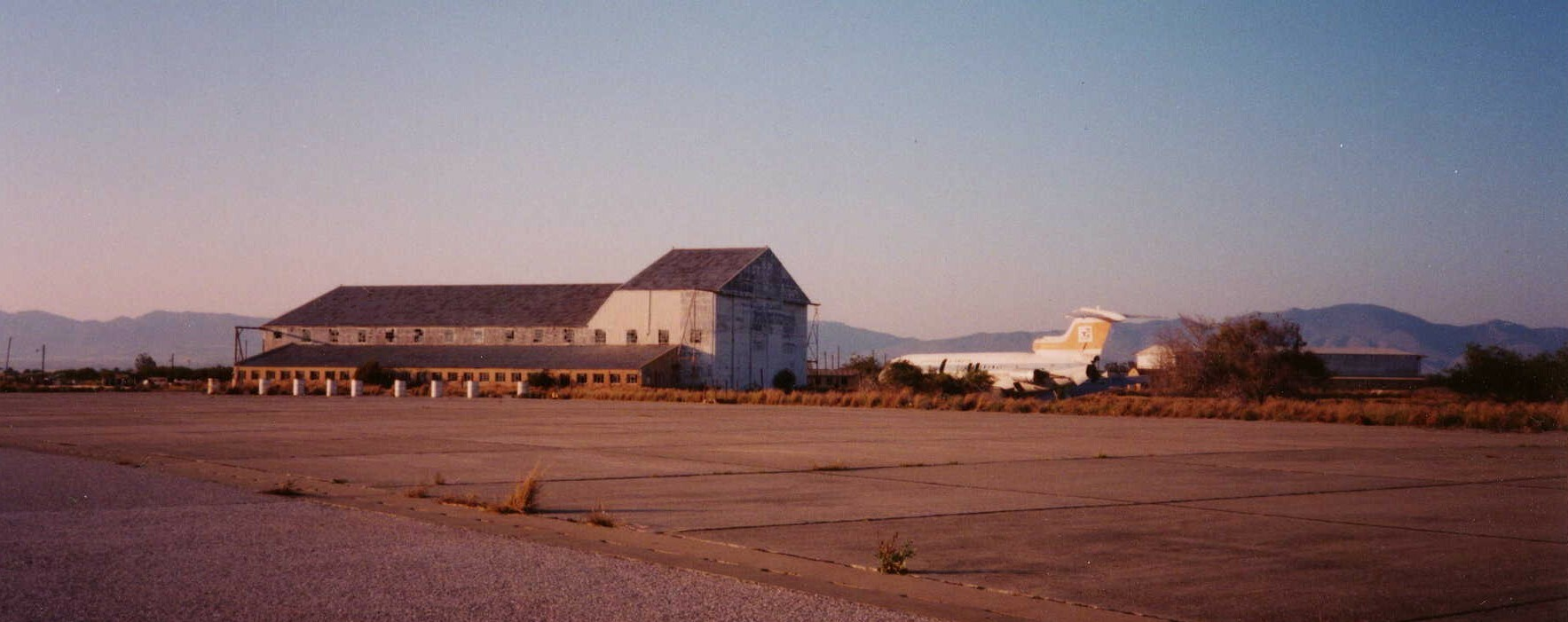
Aeropuerto de Nicosia. Vista hacia el norte. Hangar y avión Trident en el extremo norte del Aeropuerto de Nicosia, tal como quedó en el año 1974.

Las instalaciones se han deteriorado por el tiempo. Se mantiene en uso el campo Blue Beret y los británicos usan parte del sitio retenido para alojamiento de sus familias. La pista fue reparada en 1975 pero nunca se volvió a emplear. Un avión Trident Sunjet perteneciente a Cyprus Airways se encuentra abandonado en el lugar luego que se le extrajeran los motores para poder replegar otro que también había quedado retenido en la guerra.
Las principales instalaciones de la UNPA son:
| Coordendas                                           | Lugar / instalación                                | Observaciones                                                                                         |
| ---------------------------------------------------- | -------------------------------------------------- | --- |
| 35°09′58.06″N 33°16′8.72″E / 35.1661278, 33.2690889  | Ingreso a la UNPA (Morphou Gate)                   | |
| 35°09′34.04″N 33°16′31.91″E / 35.1594556, 33.2755306 | Terminal aérea de pasajeros                        | |
| 35°09′40.3″N 33°16′36.42″E / 35.161194, 33.2767833   | Camp UNFICYP                                       | Llamado Jubilee Camp por los británicos antes de la independencia. Antigua base logística de UNFICYP. |
| 35°09′4.16″N 33°16′52.24″E / 35.1511556, 33.2811778  | Torre de control del antiguo aeropuerto de Nicosia | Torre de lo conocido como RAF Nicosia.                                                                |
| 35°09′8.43″N 33°16′59.1″E / 35.1523417, 33.283083    | RAF Nicosia.                                       | |
| 35°08′46.8″N 33°17′5.09″E / 35.146333, 33.2847472    | Hangar Bellman                                     | Actualmente ocupado por UNFLIGHT.                                                                     |
| 35°9′11.18″N 33°17′25.5″E / 35.1531056, 33.290417    | Gleneagles Camp.                                   | |
| 35°10′0.91″N 33°17′25.67″E / 35.1669194, 33.2904639  | Camp 50 - National Guard                           | Abandonado.                                                                                           |
| 35°09′46.14″N 33°17′34.87″E / 35.1628167, 33.2930194 | RAF Nicosia                                        | Barrio Militar Británico.                                                                             |
| 35°09′20.88″N 33°17′42.46″E / 35.1558000, 33.2951278 | Blue Beret Camp                                    | |
| 35°09′53.18″N 33°18′36.49″E / 35.1647722, 33.3101361 | Kykko Camp                                         | Antiguo HQ FINCON.                                                                                    |
| 35°10′32.72″N 33°18′32.06″E / 35.1757556, 33.3089056 | Antiguo campo del ELDYK                            | Abandonado. Se encuentra fuera de la UNPA.                                                            |
| 35°11′2.14″N 33°18′47.12″E / 35.1839278, 33.3130889  | Antiguo campo del KTKA                             | Se encuentra fuera de la UNPA.                                                                        |
| 35°10′24.08″N 33°18′41.83″E / 35.1733556, 33.3116194 | Escuela de Gramática                               | Abandonada. Se encuentra fuera de la UNPA.                                                            |
| 35°09′59.91″N 33°18′45.49″E / 35.1666417, 33.3126361 | Ingreso                                            | |

## Misión de Buenos Oficios
Por primera vez se pidió al Secretario General que utilizara sus buenos oficios en la resolución 186 / 64. Luego de la invasión de 1974, el Consejo de Seguridad (resolución 367 / 75) requería nuevamente al Secretario General una nueva misión de buenos oficios en la isla con los líderes de ambas comunidades. Desde aquel momento, los sucesivos Secretarios Generales y sus Representantes Especiales han intentado encontrar una solución al conflicto chipriota.
En marzo de 2008, los líderes grecochipriota y turcochipriota se pusieron de acuerdo en una estrategia para la solución del conflicto. Crearon seis grupos de trabajo:
- gobernanza.

- asuntos de la Unión Europea.

- seguridad y garantías.

- territorio.

- propiedad.

- asuntos económicos.

Asimismo, solicitaron a las Naciones Unidas "proporcionar infraestructura y personal de apoyo" a las negociaciones. Es así que el 3 de septiembre de 2008 se inician las negociaciones con la participación de la Misión de Buenos Oficios.
La oficina se compone de especialistas en asuntos políticos cuya tarea principal es proporcionar la experiencia y facilitar el proceso de negociación, incluido el apoyo a los grupos de trabajo y comités técnicos.
Si bien existe una estrecha cooperación entre UNFICYP y la Oficina del Asesor Especial en el apoyo a las negociaciones de paz, no hay superposición entre las dos misiones. UNFICYP, con su mandato y estructura actuales, no está equipada para proporcionar apoyo directo a las negociaciones. Sin embargo, desempeña un papel vital en apoyo del proceso de paz al garantizar un entorno estable que favorezca el proceso de negociación. Para ello, se constituyó la Oficina del Asesor Especial para brindar el aoyo directo. Por consiguiente, la Oficina está integrada por oficiales de asuntos políticos y expertos temáticos, cuya principal tarea es proporcionar conocimientos especializados internos y facilitar el proceso de negociación, incluido el apoyo a los grupos de trabajo y los comités técnicos y la presidencia de las reuniones de los dirigentes y sus representantes.
La Oficina del Asesor Especial cuenta con el apoyo de la UNFICYP en las esferas en las que tiene la capacidad necesaria, como la delincuencia y los asuntos penales, las cuestiones relacionadas con el patrimonio cultural, la comunicación, la logística y la administración. Además, el representante Especial del Secretario General y jefe de la UNFICYP actúa como Asesor Especial Adjunto del Secretario General, lo que permite a las Naciones Unidas actuar de manera coherente en la consecución de su objetivo general, como se ha descrito anteriormente.
En la actualidad (2024), el representante Especial del Secretario General y Jefe de la UNFICYP, Colin Stewart, que es Asesor Especial Adjunto del Secretario General, también está a cargo de la Misión de Buenos Oficios, a la espera del nombramiento de un nuevo Asesor Especial Adjunto.

## Aspectos financieros

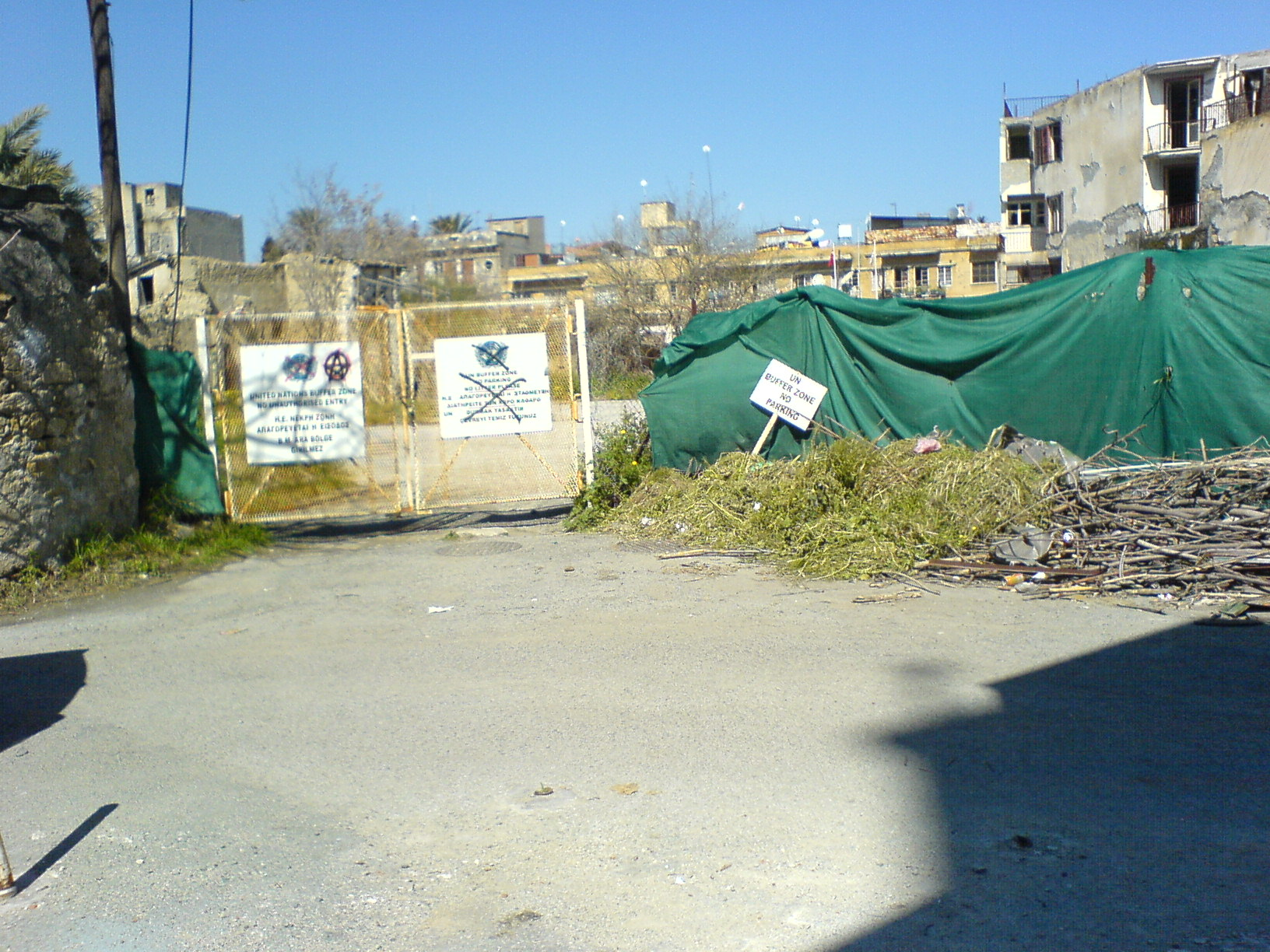
Zona desmilitarizada en Nicosia

El presupuesto financiero (1 de julio de 2024 /  30 de junio de 2025) es de U$S 61.252.900 incluyendo esa suma la consignación neta, equivalente a U$S 19.429.967 de la contribución voluntaria del Gobierno de Chipre y la suma de U$S 6.500.000 aportada por el Gobierno de Grecia.

## Muertos de UNFICYP

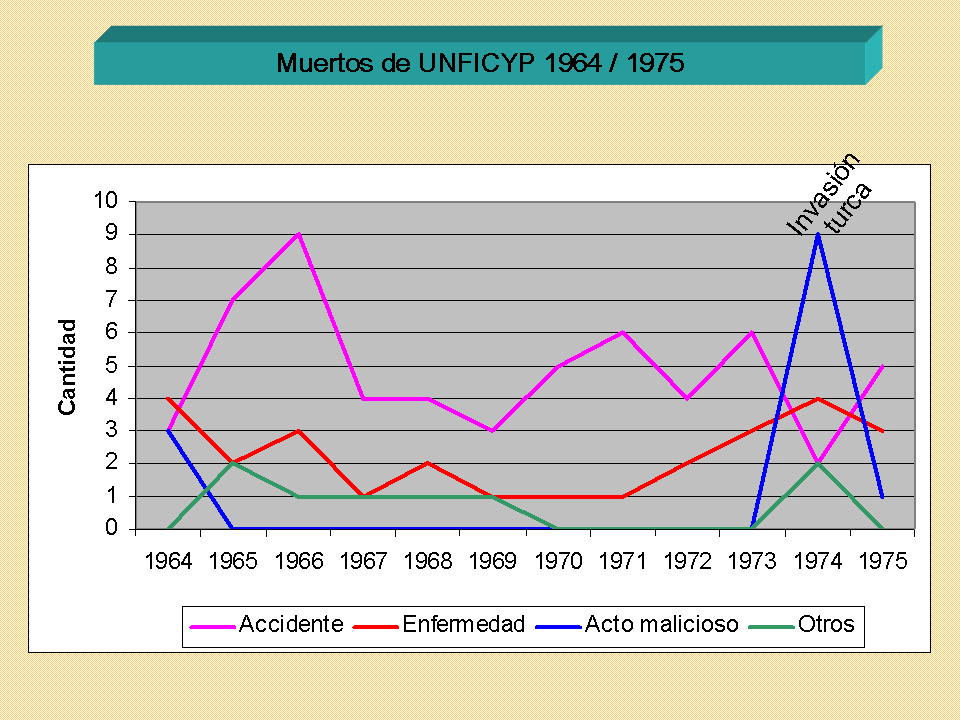
Muertos de UNFICYP desde su creación hasta 1974

Al 30 de agosto de 2024, la fuerza de paz debió lamentar 183 fallecidos por los siguientes motivos:
- Accidentes: 99.
- Enfermedad: 46.
- Actos maliciosos: 15
- Otros motivos: 23

La composición de los muertos es:
- Militares: 172.
- Policías: 3
- Civiles: 8

El listado de los muertos de UNFICYP durante la invasión turca de 1974 puede ser consultado en la publicación de septiembre de 1974 de la revista Blue Beret .